# Galería de Arte de Nueva Gales del Sur
La Galería de Arte de Nueva Gales del Sur (AGNSW), ubicada en The Domain en Sídney, Nueva Gales del Sur, Australia, es la galería pública más importante de Sídney y una de las más grandes de Australia. La primera exposición pública de la galería se inauguró en 1874. La entrada es gratuita para el espacio de exposición general, que muestra arte australiano —desde asentamientos hasta arte contemporáneo—, arte europeo y arte asiático, una galería asiática en exclusiva para este arte se abrió en 2003.

## Historia

### sigloXIX

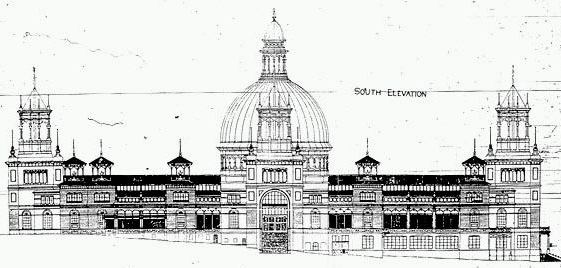
Palacio del Jardín.

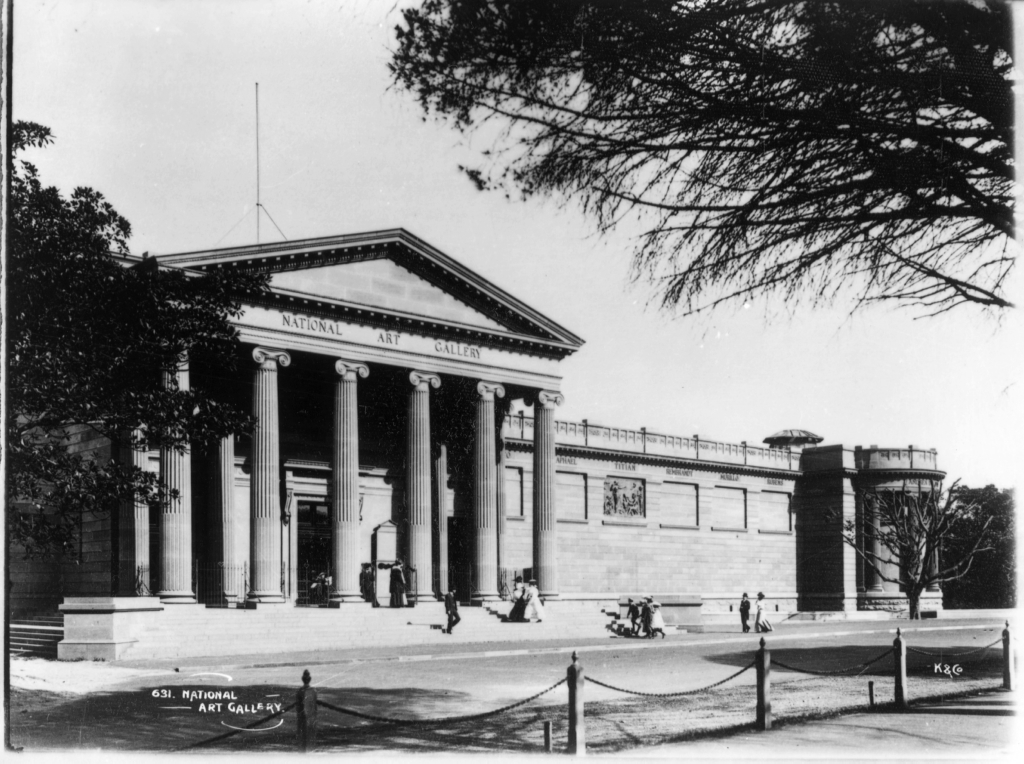
La Galería de Arte de Nueva Gales del Sur (c.1900).

El 24 de abril de 1871, se convocó una reunión pública en Sídney para establecer una Academia de Arte «con el propósito de promover las bellas artes a través de conferencias, clases de arte y exposiciones regulares». Desde 1872 hasta 1879, la actividad principal de la Academia fue la organización de exposiciones anuales de arte. La primera exposición de arte colonial, bajo los auspicios de la Academia, se llevó a cabo en la Cámara de Comercio de Sídney en 1874. En 1875, Apsley Falls, de Conrad Martens, encargada por los fideicomisarios, se compró por 50 £ de la primera subvención del gobierno de 500 £, se convirtió en el primer trabajo en papel de un artista australiano que fue adquirido por la Galería.
La colección de la Galería se guardó por primera vez en Clark's Assembly Hall, donde estuvo abierta al público los viernes y sábados por la tarde. La colección se reubicó en 1879 en un anexo de madera del Palacio del Jardín construido para la Exposición Internacional de Sídney en el Dominio y se inauguró oficialmente como «La Galería de Arte de Nueva Gales del Sur». En 1882, el primer director, Eliezer Montefiore y sus colegas fideicomisarios abrieron la galería de arte los domingos por la tarde de 2 a 5, Montefiore creyó:

... al público se le debe dar todas las facilidades para hacer uso de la influencia educativa y civilizadora engendrada por una exposición de obras de arte, compradas, además, a expensas del público.

La destrucción del Palacio del Jardín por el fuego en 1882 presionó al gobierno para que proporcionara un hogar permanente para la colección nacional. En 1883, los fideicomisarios contrataron al arquitecto privado John Horbury Hunt para presentar los diseños. El mismo año hubo un cambio de nombre a The National Art Gallery of New South Wales. La Galería fue incorporada por la Ley The Library and Art Gallery Act en 1899.
En 1895, el nuevo arquitecto colonial, Walter Liberty Vernon (1846-1914), recibió el encargo de diseñar la nueva galería permanente y se abrieron dos galerías de pintura en 1897 y otras dos en 1899. En 1901 se agregó una galería de acuarelas. En 1902 se completó el Gran Lobby Oval.

### sigloXX
Más de 300 000 personas visitaron la Galería durante marzo y abril de 1906 para ver la pintura de William Holman Hunt, La Luz del Mundo. En 1921, el Premio Archibald inaugural fue otorgado a William Beckwith McInnes por su retrato del arquitecto Desbrowe Annear. Las estatuas ecuestres: Las ofrendas de paz y Las ofrendas de guerra de Gilbert Bayes se instalaron frente a la fachada principal en 1926. James Stuart MacDonald fue nombrado director y secretario en 1929. En 1936, se otorgó el primer Premio Sulman a Henry Hanke por La Gitana. John William Ashton fue nombrado director y secretario en 1937.

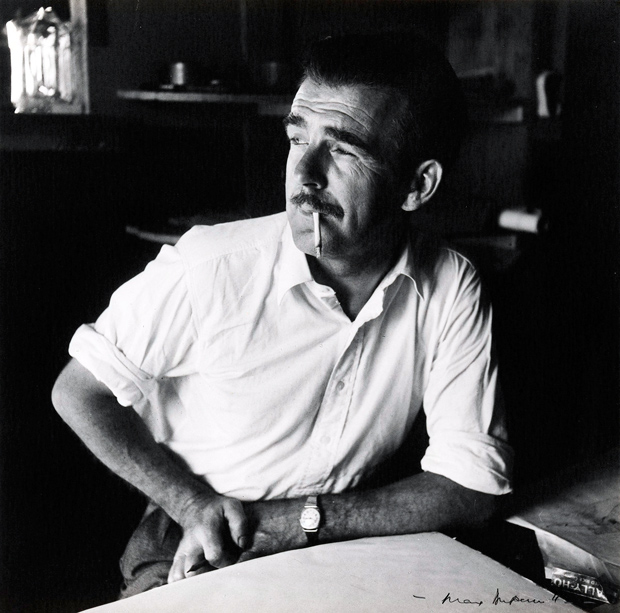
William Dobell, fotografiado por Max Dupain (1942).

La primera mujer en ganar el Premio Archibald fue Nora Heysen en 1938 con su retrato, la Señora Elink Schuurman, la esposa del cónsul general para los Países Bajos. El mismo año, la luz eléctrica se instaló temporalmente en la Galería para permanecer abierta por la noche por primera vez. En 1943, William Dobell ganó el Premio Archibald por el retrato de Joshua Smith, causando una considerable controversia. Hal Missingham fue nombrado director y secretario en 1945.
En 1958 se modificó la Ley de Galería de Arte de Nueva Gales del Sur y el nombre de la Galería se volvió a La Galería de Arte de Nueva Gales del Sur.
En 1969 comenzó la construcción del ala del Capitán Cook para celebrar el bicentenario del  desembarco de Cook en Botany Bay. La nueva ala abrió sus puertas en mayo de 1972, luego de la jubilación de Missingham y el nombramiento de Peter Phillip Laverty como director en 1971.
El primero de los éxitos de taquilla modernos que se celebró en la Galería fue Modern masters: Monet to Matisse en 1975. Atrajo a 180 000 personas durante 29 días. La 1976, la Bienal de Sídney se celebró en la Galería por primera vez. La Casa de la Ópera de Sídney había sido la sede de la Bienal inaugural en 1973. En el año 1977 se organizó una exposición de «Una selección de hallazgos arqueológicos recientes de la República Popular de China». Edmund Capon fue nombrado director en 1978 y en 1980 La Ley de Arte de Nueva Gales del Sur (1980) estableció la Galería de Arte de Nueva Gales del Sur Trust. Redujo el número de fideicomisarios a nueve y estipuló que «al menos dos» miembros «deben tener conocimientos y experiencia en las artes visuales».
Con el apoyo del entonces primer ministro Neville Wran, una importante extensión de la Galería se convirtió en un proyecto Bicentenario de Australia. Inaugurado justo a tiempo en diciembre de 1988, las extensiones duplicaron el espacio de la galería. En 1993, Kevin Connor ganó el Premio inaugural Dobell de Dibujo para Pyrmont y la ciudad. En 1994, se inauguró la Galería Yiribana, dedicada al arte aborigen e isleño del Estrecho de Torres.

### sigloXXI
2000-2009

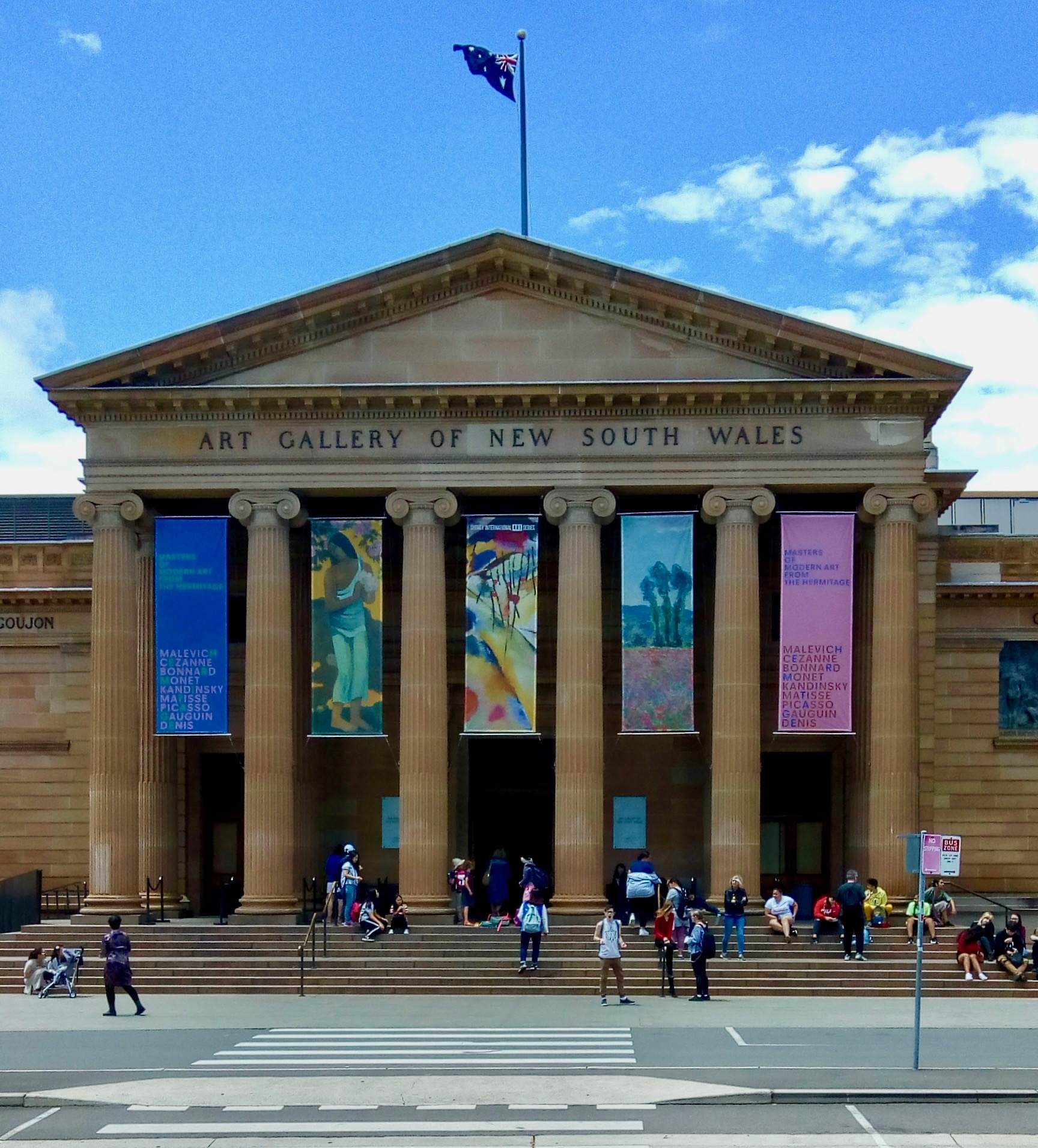
Galería de arte de Nueva Gales del Sur, Sídney con carteles de la exposición del Hermitage, noviembre de 2018.

En 2003, se inició un programa de Art After Hours con el horario de apertura de la Galería extendido todos los miércoles. El premio inaugural del Retrato Fotográfico Australiano fue ganado por Greg Weight. La Art Gallery Society de Nueva Gales del Sur celebró su 50.º aniversario en el mismo año y se inauguró el espacio de exhibición de la Galería Rudy Komon, seguido de la nueva galería asiática.
Una exhibición en el 2004 del trabajo de Man Ray estableció un récord de asistencia para las exposiciones de fotografía, con más de 52 000 visitantes. El mismo año se montó un desafío legal contra la concesión del Premio Archibald a Craig Ruddy por su David Gulpilil, dos mundos; y se estableció el Premio Anne Landa, el primer premio de Australia para imágenes en movimiento y nuevos medios. La sala Nolan de Nelson Meers Foundation se inauguró, también en 2004, con una exhibición de cinco de las principales pinturas de Sidney Nolan que la Fundación regaló a la Galería en los últimos cinco años.
«myVirtualGallery» se lanzó en el sitio web de la Galería en 2005 y la antigua sala de juntas se reabrió para exhibir pinturas, esculturas y obras en papel de artistas australianos. También en ese mismo año, el juez Hamilton falló a favor de la Galería sobre el disputado premio de 2004 del Premio Archibald a Craig Ruddy. El mismo año, James Gleeson y su socio Frank O'Keefe prometieron A $ 16 millones a través de la Fundación Gleeson O'Keefe para adquirir obras para la colección de la Galería.
El 10 de junio de 2007, un trabajo del siglo XVII de Frans van Mieris, titulado A Cavalier (Autorretrato) , fue robado de la galería. La pintura había sido donada por John Fairfax y tenía un valor de más de A$ 1 millón. El robo generó preguntas sobre la necesidad de mayor seguridad en la galería. En el mismo año, la familia Belgiorno-Nettis donó A$ 4 millones durante cuatro años a la Galería para apoyar el arte contemporáneo.
En 2008, la Galería compró el cuadro de Paul Cézanne Bords de la Marne ca. 1888, por A $ 16.2 millones, el monto más alto pagado por la Galería por una obra de arte. En el mismo año, el gobierno de NSW anunció una subvención de A $ 25.7 millones para construir un centro de almacenamiento externo y se anunció un regalo de la Colección de la Familia John Kaldor a la Galería. Con un valor de más de 35 millones de dólares australianos, comprendió unas 260 obras que representan la historia del arte contemporáneo internacional. La remodelación de las Grandes Cortes del siglo XIX se celebró en un «Fin de semana abierto» inaugural de la Galería en 2009.
2010-presente

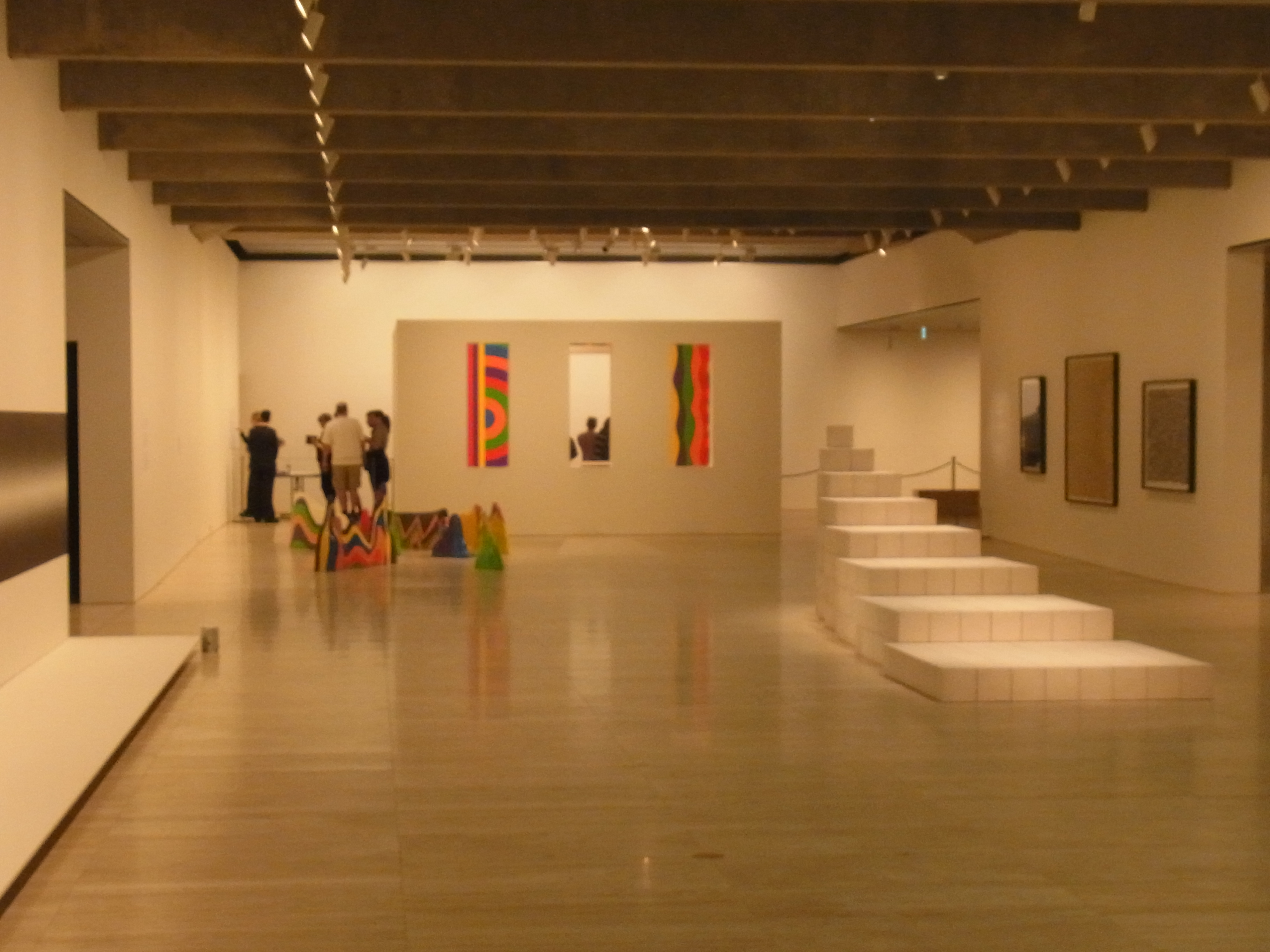
Galería de la Familia John Kaldor (2014).

Se creó una nueva galería contemporánea en 2010 mediante la eliminación de los estantes de almacenamiento del nivel más bajo del ala del Capitán Cook, y las obras de arte se reubicaron en un lugar de almacenamiento externo. Las nuevas instalaciones de almacenamiento de recolección fuera del sitio especialmente diseñadas comenzaron a funcionar. El mismo año, la concesión del Premio Wynne a Sam Leach por la Proposal for Landscaped Cosmos causó controversia debido a la semejanza de la pintura con un paisaje holandés del siglo XVII; y la Galería anunció el legado de Mollie Gowing de 142 obras de arte más A $ 5 millones para establecer dos fondos de dotación para adquisiciones: una para arte indígena y una más grande para adquisiciones generales.
La exposición de 2011 El primer emperador: los guerreros enterrados de China atrajeron a más de 305 000 personas y en el mismo año se abrieron nuevas galerías contemporáneas, incluida la Galería de la Familia John Kaldor, además de una galería de fotografía y una sala de estudio renovada con obras en papel. En agosto de 2011, Edmund Capon anunció su retiro después de 33 años como director.
Michael Brand asumió el cargo de director a mediados de 2012. Picasso: masterpieces from the Musée National Picasso, París atrajo a casi 365 000 visitantes, el mayor número en una exposición en la Galería, también en 2012, y Michael Zavros ganó el primer Premio Bulgari Art Award con The new Round Room. En el mismo año, Kenneth Reed anunció su intención de legar toda su colección privada de 200 piezas de porcelana europea del siglo XVIII, rara y valiosa, valorada en A $ 5.4 millones.

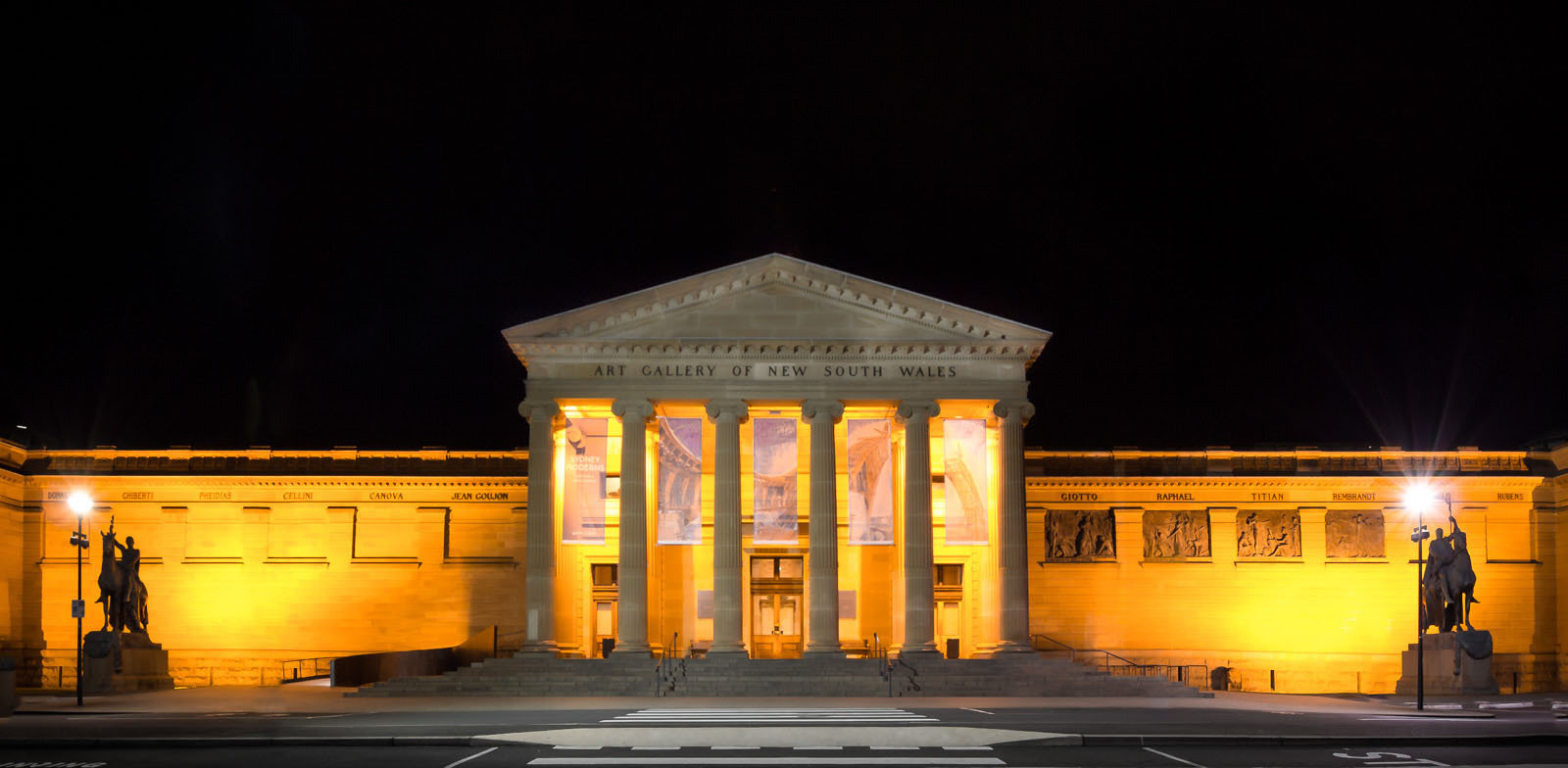
La Galería por la noche (2013)

En 2013, la Galería presentó una visión estratégica y un plan maestro, bajo el título de trabajo Sydney Modern: una propuesta para una gran expansión y un enfoque renovado para servir a una audiencia global. El objetivo declarado era completar el proyecto para 2021, el 150.º aniversario de la fundación de la Galería en 1871. En el mismo año, la Galería recibió A $ 10.8 millones del Gobierno de NSW para financiar las etapas de planificación de Sydney Modern , que vería la construcción de un nuevo edificio y duplicaría el tamaño de la institución. El dinero se usó durante los próximos dos años para estudios de factibilidad e ingeniería relacionados con el uso de la tierra junto a la casa del siglo XIX existente en la galería, y para lanzar un concurso internacional de arquitectura.
El concurso internacional de diseño para el Proyecto Moderno de Sídney dio lugar a que cinco firmas de arquitectos fueran invitadas de una lista original de doce para presentar sus diseños conceptuales a finales en abril de 2015.  Una combinación de fondos privados y del gobierno de NSW pagará los A $ 450 millones para el proyect, La firma de McGregor Coxall fue elegida para rediseñar los jardines. El proyecto ha generado controversia por su gasto y la invasión de las tierras públicas de The Domain y el Real Jardín Botánico de Sídney y su dependencia de «una comercialización mucho mayor».

## Edificios

### Edificio Vernon

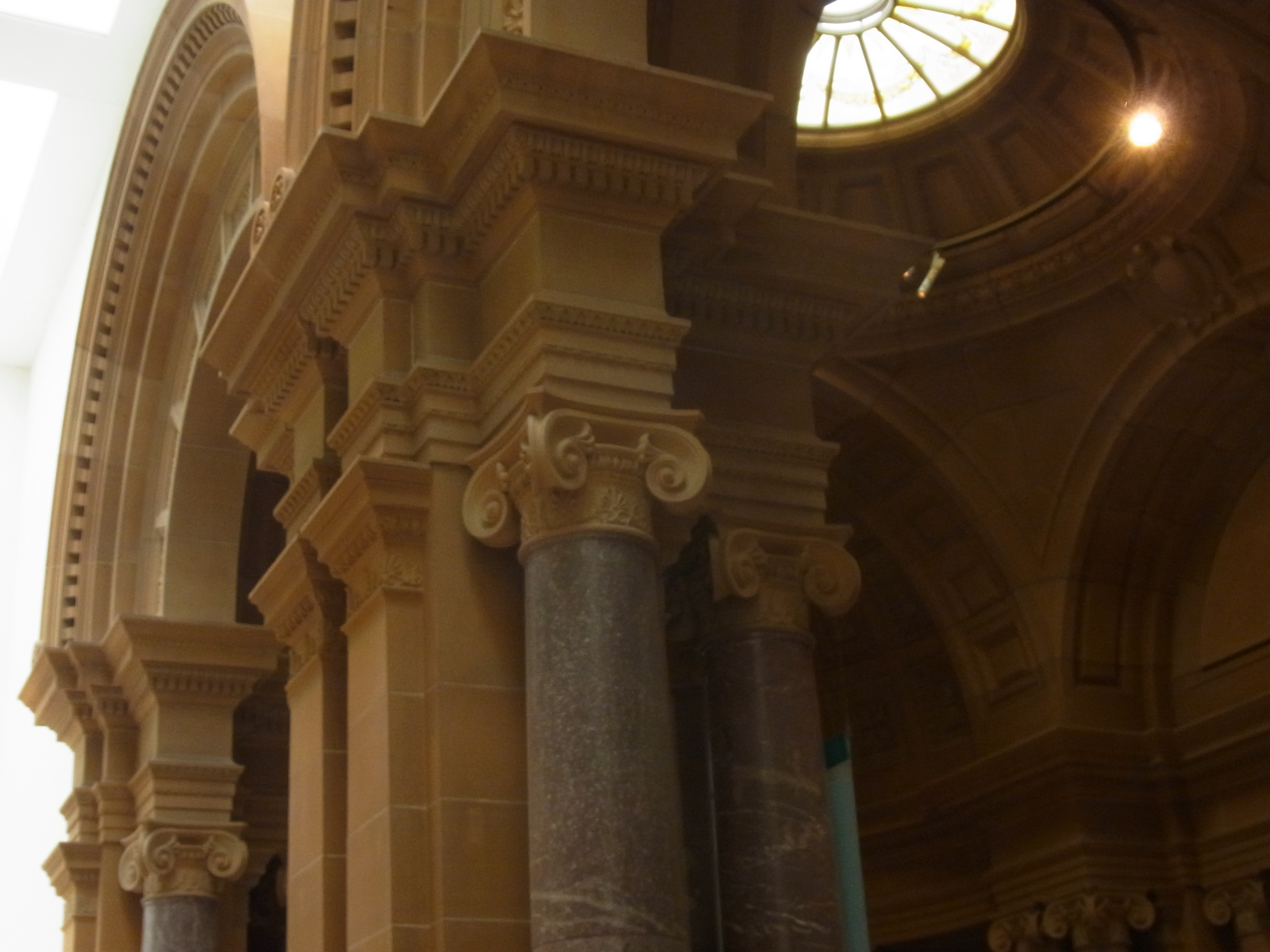
Cantería de Walter Liberty Vernon.

En 1883, John Horbury Hunt, un arquitecto de práctica privada, fue contratado por los fideicomisarios de la Galería para diseñar una galería permanente. Aunque Hunt presentó cuatro diseños detallados en varios estilos entre 1884 y 1895, su trabajo no sirvió para nada, aparte de un edificio temporal en el The Domain. Con paredes de ladrillo en bruto y un techo de dientes de sierra, fue denunciado en la prensa como el "Art Barn".
El recientemente designado Arquitecto del Gobierno, Walter Liberty Vernon, aseguró el prestigioso encargo sobre John Horbury Hunt en 1895. Vernon creía que el estilo gótico admitía una mayor individualidad y riqueza «que no se pueden obtener en las líneas más frías e inflexibles de Pagano Clasico». Los fiduciarios no estaban convencidos y exigieron un templo clásico con el arte, no muy diferente de William Henry Playfair en la Galería Nacional de Escocia de Edimburgo, inaugurado en 1859.
El edificio de Vernon, que alberga ocho salas iluminadas con luz natural, se construyó en cuatro etapas. La primera etapa comenzó en 1896 y se inauguró en mayo de 1897. Para 1901, la mitad sur del edificio estaba terminada. Un artículo periodístico en el momento señaló:

ünicamente un ala del edificio, alrededor de una cuarta parte de toda la estructura, se ha completado en la actualidad y ofrece una rica promesa de belleza futura. El estilo es griego temprano. La fachada está construida en sillería. El interior está dividido en cuatro pasillos, cada uno de 100 pies por 30 pies, que se comunican entre sí mediante arcos de columnas. La iluminación es casi perfecta, los diseños para el techo fueron proporcionados por los corresponsales de Londres después de un cuidadoso estudio de las últimas mejoras en las galerías europeas. Las paredes están coloreadas en un tono verde neutro frío, lo que hace un excelente fondo.

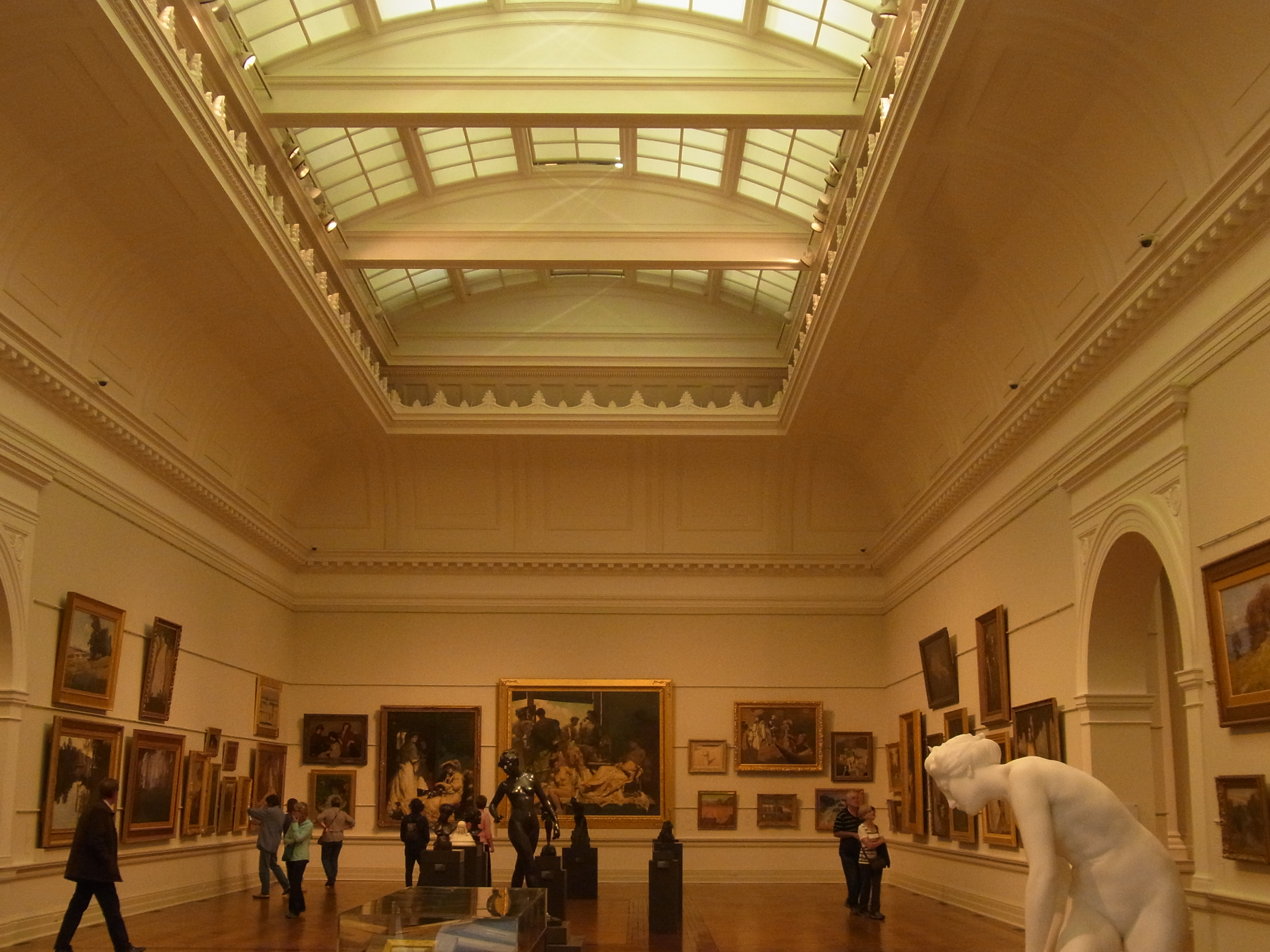
Vieja sala central de Vernon.

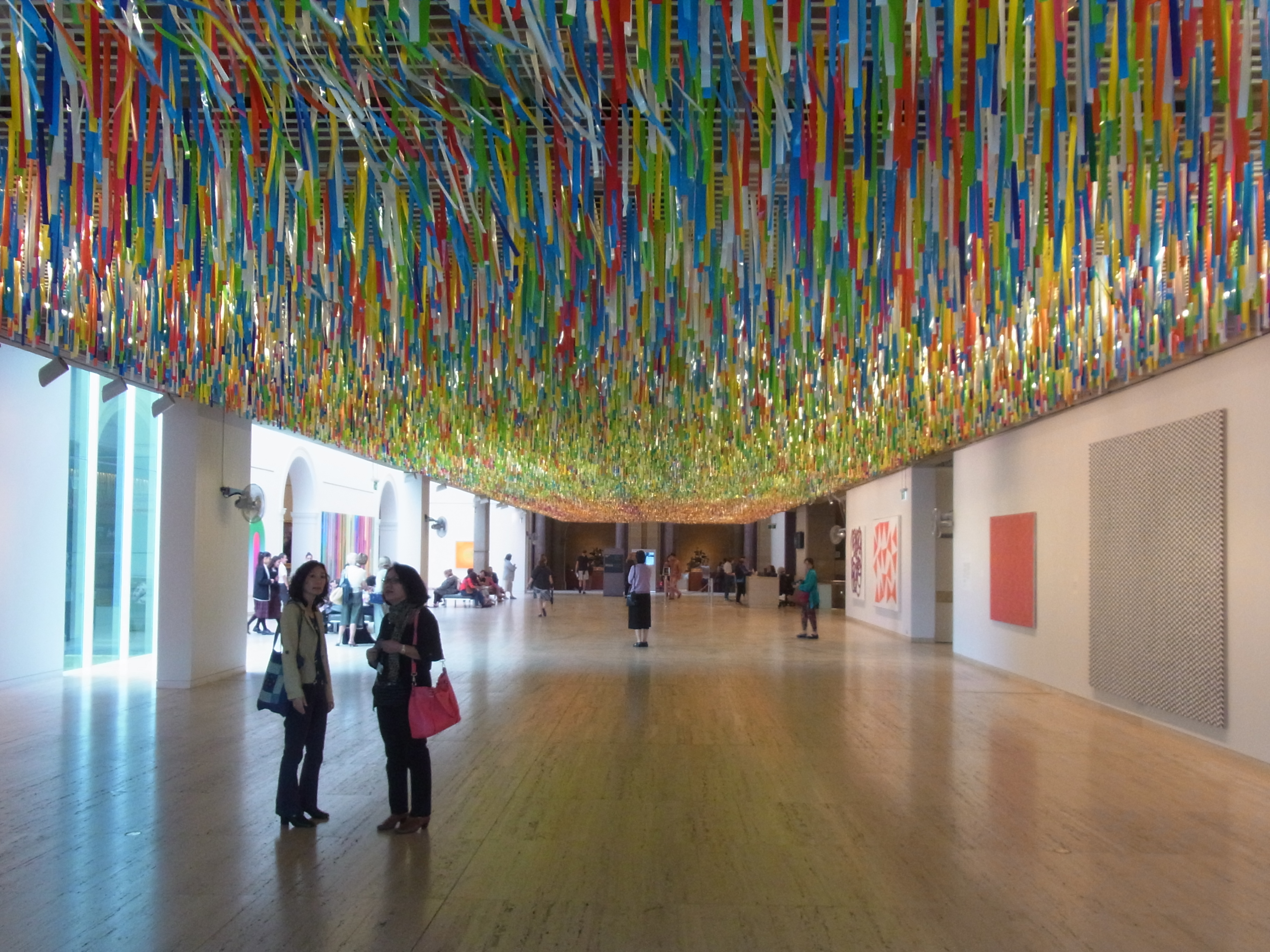
Sala principal con un techo colgado obra titulada Rally 2014 por Nike Savvas (2014).

Vernon propuso que su vestíbulo ovalado condujera a una sala central igualmente imponente. Sus planes no fueron aceptados. Hasta 1969, su vestíbulo conducía, por un breve descenso desde el nivel de entrada, a las tres galerías «temporales» del norte diseñadas por Hunt.
En 1909 se terminó la fachada de la Galería y, después de esta fecha, no se construyó nada más de los diseños de Vernon. En la década de 1930 se sugirieron planes para completar esta parte de la Galería, pero la Gran Depresión y otras restricciones financieras condujeron a su abandono.

### Ala del Capitán Cook
En 1968, el gobierno de Nueva Gales del Sur decidió que la finalización de la Galería sería una parte importante de las celebraciones del Bicentenario del Capitán Cook. Esta extensión, que se abrió al público en noviembre de 1972, y las extensiones del Bicentenario de 1988, fueron confiadas al arquitecto del gobierno de Nueva Gales del Sur, con Andrew Andersons, el arquitecto del proyecto.
La arquitectura del ala del Capitán Cook no intentó repetir el estilo clásico del diseño de Vernon. La filosofía de diseño de Andersons fue similar a la propuesta por Robert Venturi en su libro Complexity and Contradiction in Architecture, como explica Andersons:

[Venturi] argumentó el caso de formas más ricas y complejas de expresión arquitectónica, por «la yuxtaposición de lo antiguo y lo nuevo» por un impacto visual dramático, en lugar de luchar por la unidad y la coherencia en la arquitectura que los preceptos convencionales dictaban.

En el ala del Capitán Cook, Andersons dividió lo nuevo de lo antiguo con una amplia franja de lucernarios en el patio de entrada principal. Mientras que en las antiguas salas había pisos de parqué, se emplearon pisos de travertino en las nuevas galerías para exposiciones permanentes y temporales. La necesidad moderna de flexibilidad en el diseño de la luminosidad se respondió mediante el uso de iluminación de riel y paneles de techo prefabricados diseñados para soportar un sistema de paredes desmontables. Mientras que las nuevas galerías fueron pintadas de blanco, el curador, Daniel Thomas, defendió un rico esquema de colores victorianos para exhibir las pinturas de la Galería del siglo XIX en las grandes salas de Vernon.

### Extensión del bicentenario
Dieciséis años más tarde, la extensión del Bicentenario de 1988 se construyó en el parque The Domain con una pendiente pronunciada hacia el este. Dentro de las limitaciones de dos higueras grandes de Bahía Moreton, y con una parte sustancial del alojamiento debajo del nivel del suelo, la extensión duplicó el tamaño de la Galería. Se amplió el espacio para colecciones permanentes y exposiciones temporales, se agregó una nueva galería asiática, el Domain Theatre, una cafetería con vista a la bahía Woolloomooloo y un jardín de esculturas en la azotea. Las escaleras mecánicas conectaron cuatro niveles de exposición con el espacio de entrada / orientación. Cuatro salas de arte contemporáneo estaban iluminadas por tragaluces piramidales.

### Expansión galería de arte asiático

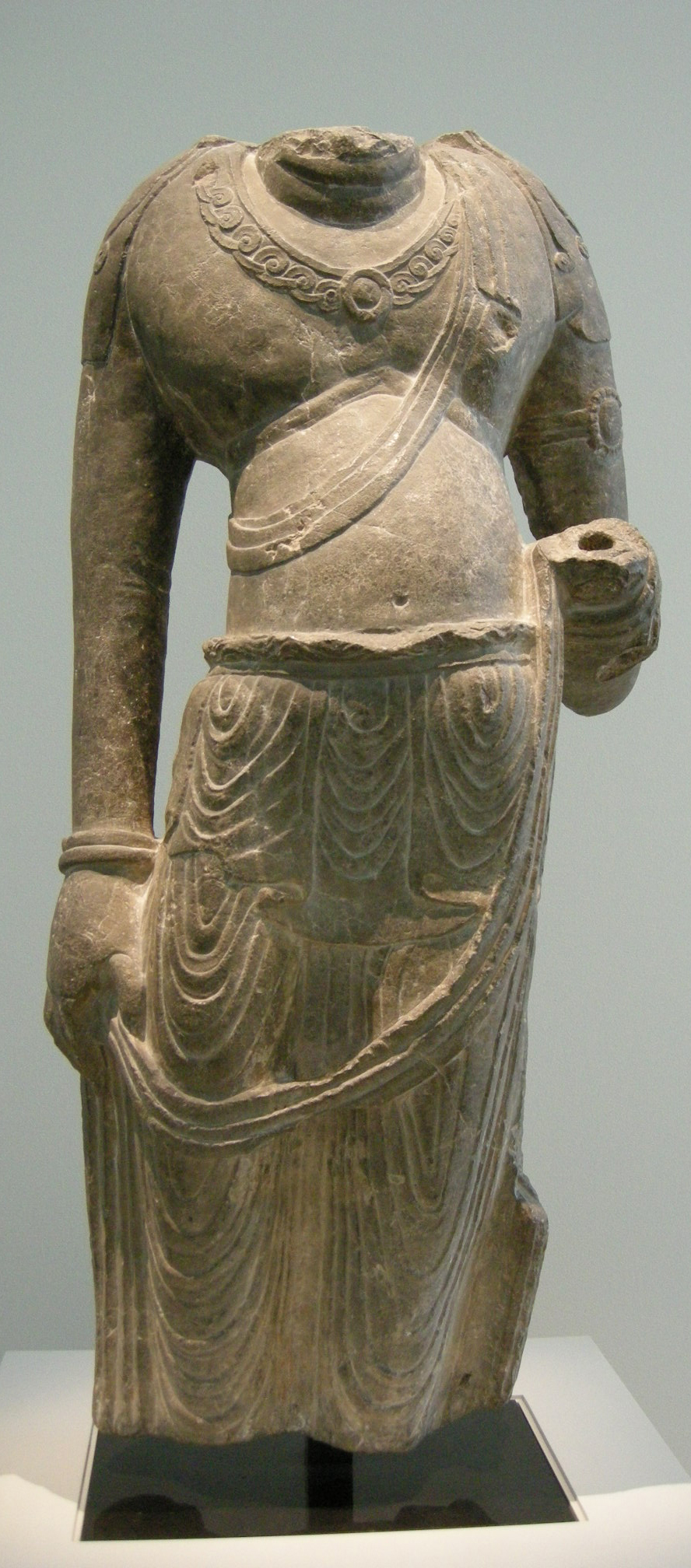
Escultura de Bodhisattva, (dinastía Tang,)

Se construyó un nuevo espacio para el arte asiático para agregar a la galería de arte asiático ya existente que se encuentra a continuación. El revestimiento exterior translúcido retro iluminado brilla durante la noche y se ha denominado «caja de luz». Esta adición se combinó con otras alteraciones: un nuevo espacio de exposición temporal en el nivel superior, nuevos estudios de conservación, una expansión exterior de la cafetería con vista a la Bahía de Woolloomooloo, un nuevo restaurante con área de funciones dedicada, un teatro y reubicación de la tienda de la galería. El proyecto fue diseñado por el arquitecto de Sídney, Richard Johnson, y se inauguró el 25 de octubre de 2003. El espacio incluye arte de todos los rincones de Asia, incluidas las artes budistas e hindúes, esculturas indias, textiles del sur de Asia, cerámica y pinturas chinas y obras japonesas.
La estética de la extensión se describió como «en voladizo en la parte superior de las galerías asiáticas originales, el pabellón brilla suavemente como una linterna de papel cuando se enciende de noche» y como «un cubo de acero y vidrio blanco flotante girado con modernas flores de loto de acero inoxidable». La extensión agregó 720 metros cuadrados a la Galería de Arte de Nueva Gales del Sur, con el nuevo espacio para albergar exposiciones temporales y permanentes. En 2004, Johnson Pilton Walker ganó dos premios por su participación en la creación de Asia. Extensión de galerías, incluida la mención nacional RAIA , el Premio Sir Zelman Cowan para edificios públicos y el Capítulo RAIA NSW, Premio de arquitectura para edificios públicos y comerciales. Más de $ A 16 millones fueron otorgados por el gobierno para este importante proyecto de construcción, que incluye también la galería Rudy Komon, nuevos estudios de conservación, cafetería, restaurante y área de funciones, y una renovación del área de administración.  Al finalizar, la extensión apareció en la edición de septiembre-octubre de 2003 de Architecture Bulletin.

### Proyecto Moderno de Síndey
Los planes para ampliar la galería bajo el nombre de «Proyecto Moderno de Sydney» fueron el resultado de una competencia ganada en 2015 por los arquitectos de Tokio, Kazuyo Sejima + Ryue Nishizawa de SANAA. El diseño elegido, que propone una extensión masiva hacia el norte, ha sido criticado por motivos arquitectónicos y de interés público. El anterior arquitecto Andersons lo describió como intrusivo, «chocando» con la fachada de arenisca de Vernon y relegando su pórtico a una entrada ceremonial. El ex primer ministro Paul Keating criticó las propuestas para desarrollar significativamente los espacios al aire libre cerca de la galería para usarlos como lugares privados, más por dinero que por arte. La Fundación y Amigos de los vecinos del Royal Botanic Garden están preocupados por la «pérdida de espacios verdes y terrenos de dominio si el proyecto continúa».

## Colecciones

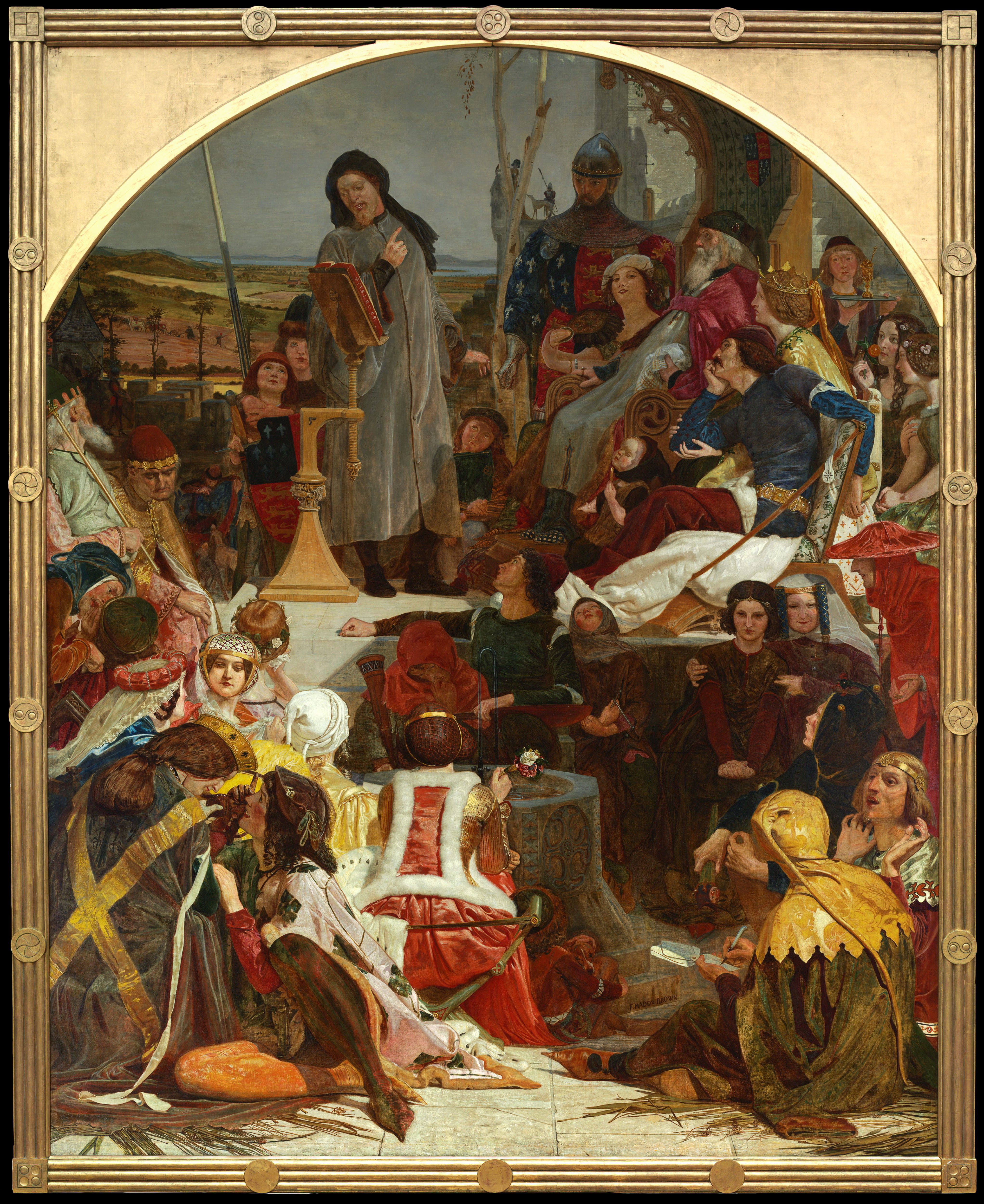
Ford Madox Brown, Chaucer at the Court of Edward III (1847-1851).

En 1871, la colección comenzó con la adquisición por parte de The Art Society de algunas obras grandes de Europa, como el Chaucer at the Court of Edward III  de Ford Madox Brown . Más tarde, compraron obras de artistas australianos como Arthur Streeton la obra Fire's Onde de 1891, Tom Roberts del año 1894 The Golden Fleece y de Frederick McCubbin de 1896 On the Wallaby Track .
En 2014 la colección se clasifica en:

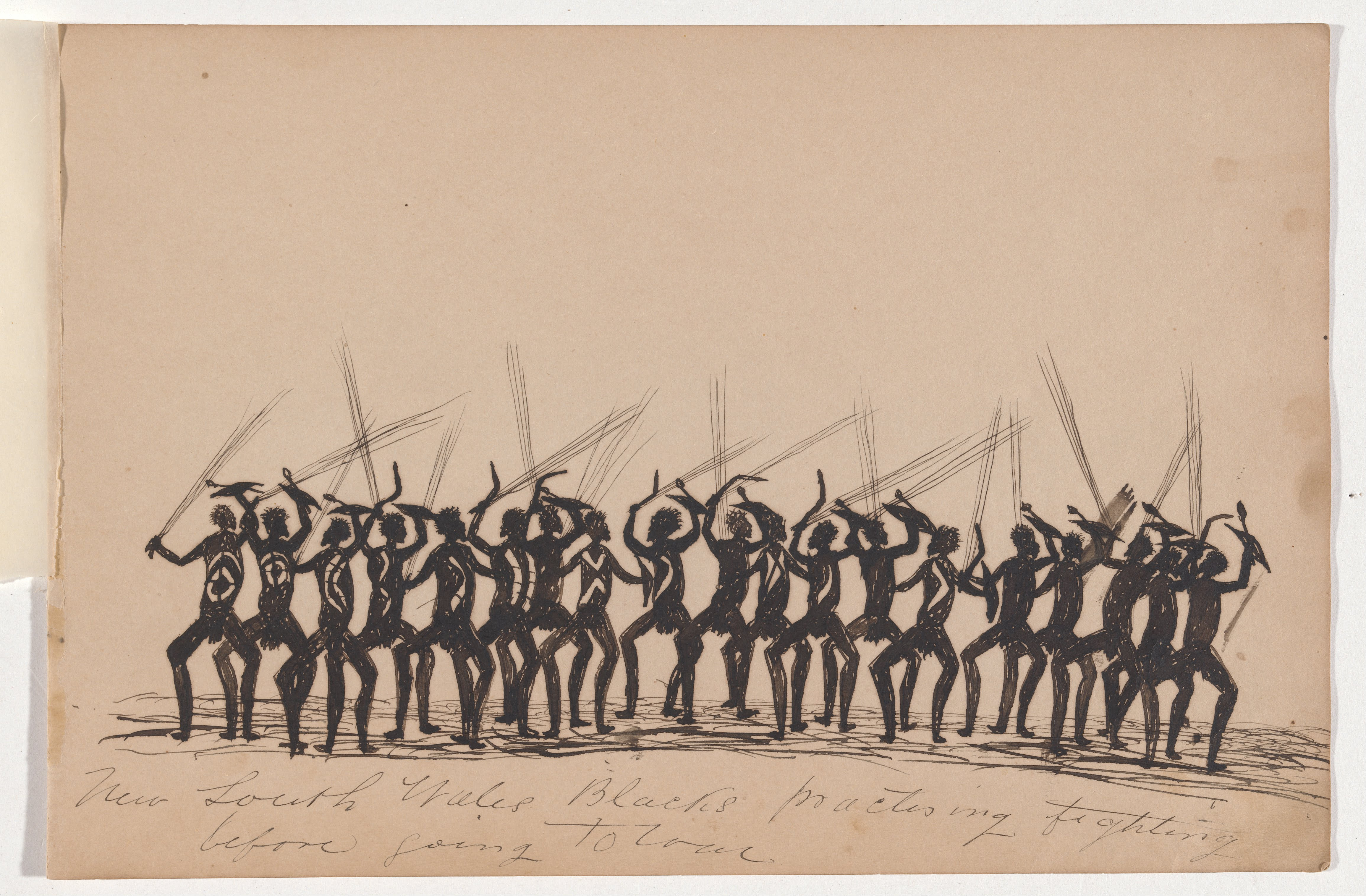
Tommy McRae, Negros de Nueva Gales del Sur que practican la lucha antes de ir a la guerra, c.1890.

Arte aborigen e isleño del estrecho de Torres.
La colección representa a artistas indígenas de comunidades de toda Australia. La obra más antigua de la colección, de Tommy McRae, data de finales del siglo XIX. 
La colección incluye pinturas del desierto creadas por pequeños grupos familiares que viven en remotas estaciones remotas del desierto occidental, pinturas de las costumbres y tradiciones de las personas de las comunidades costeras y las nuevas expresiones mediáticas de la «cultura de la ciudad blak» de artistas contemporáneos.
Arte asiático

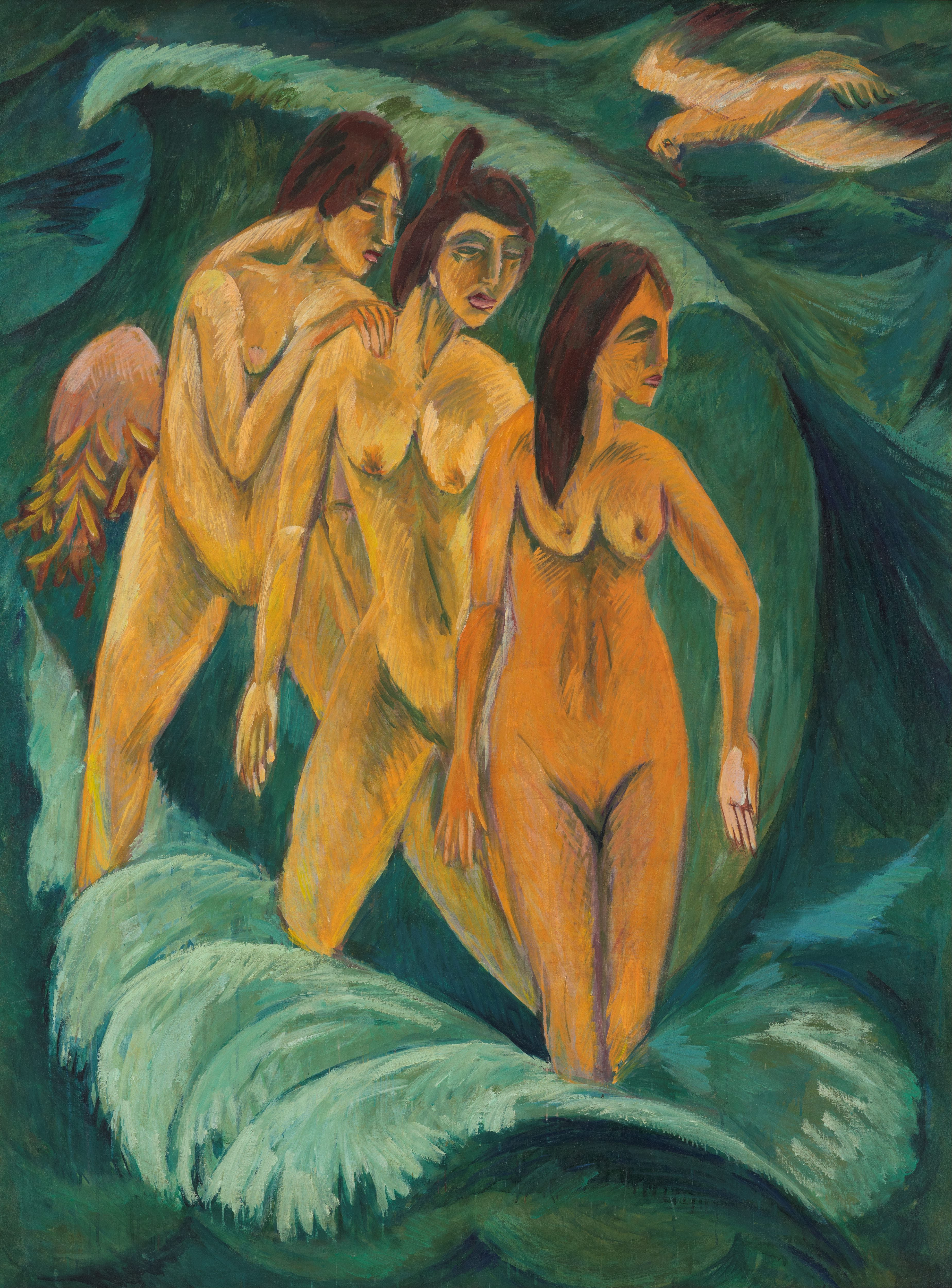
Ernst Ludwig Kirchner,Tres bañistas (1913).

Los primeros trabajos para ingresar en la colección en 1879 fueron un gran grupo de cerámicas y bronces, un regalo del Gobierno de Japón luego de la Exposición Internacional de Sídney ese año. Las colecciones asiáticas después de crecer a partir de ese comienzo para llegar a ser de gran alcance, abarca los países y culturas del sur, sureste y este de Asia.
Arte australiano
La colección data de principios del siglo XIX e incluye muchas pinturas y esculturas icónicas de los anales de la historia del arte australiano. Los artistas australianos del siglo XIX representados incluyen: John Glover, Arthur Streeton, Eugene von Guerard, John Peter Russell, Tom Roberts, David Davies, Charles Conder, William Piguenit, Emanuel Phillips Fox, Frederick McCubbin, Sydney Long y George W Lambert.
Los artistas australianos del siglo XX representados incluyen: Arthur Boyd, Rupert Bunny, Grace Cossington Smith, Herbert Hepburn Calvert, William Dobell, Russell Drysdale, James Gleeson, Sidney Nolan, John Olsen, Margaret Preston, Hugh Ramsay, Lloyd Rees, Imants Tillers, John William Tristram, Roland Wakelin, Brett Whiteley, y Blamire Young.
Cuarenta y cuatro trabajos exhibidos en la galería se incluyeron en la edición de 1973 de 100 obras maestras de la pintura australiana.
Selección de obras

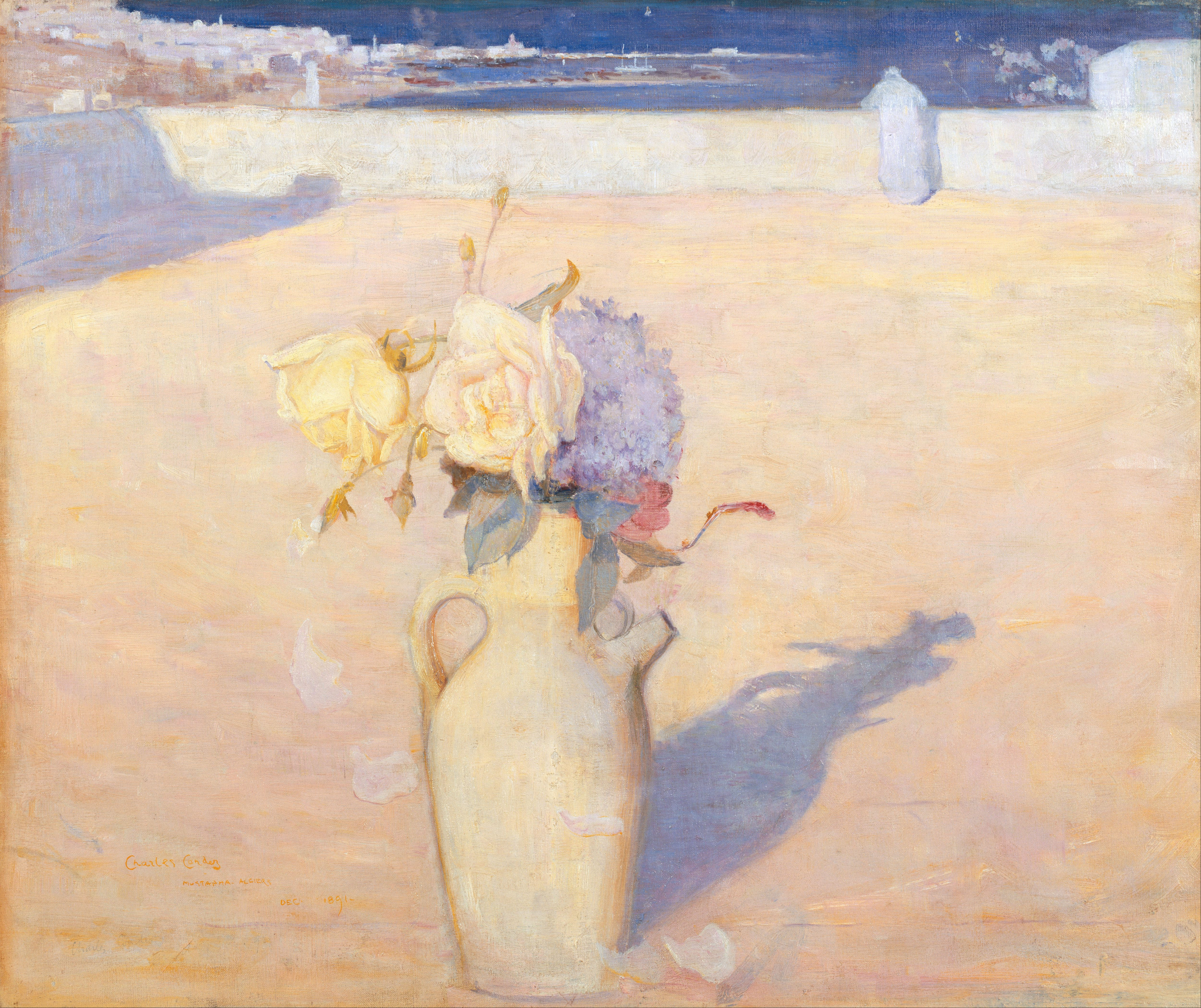
Charles Conder, The hot sands, Mustapha, Algiers, 1891
Arthur Streeton, Fire's On, 1891
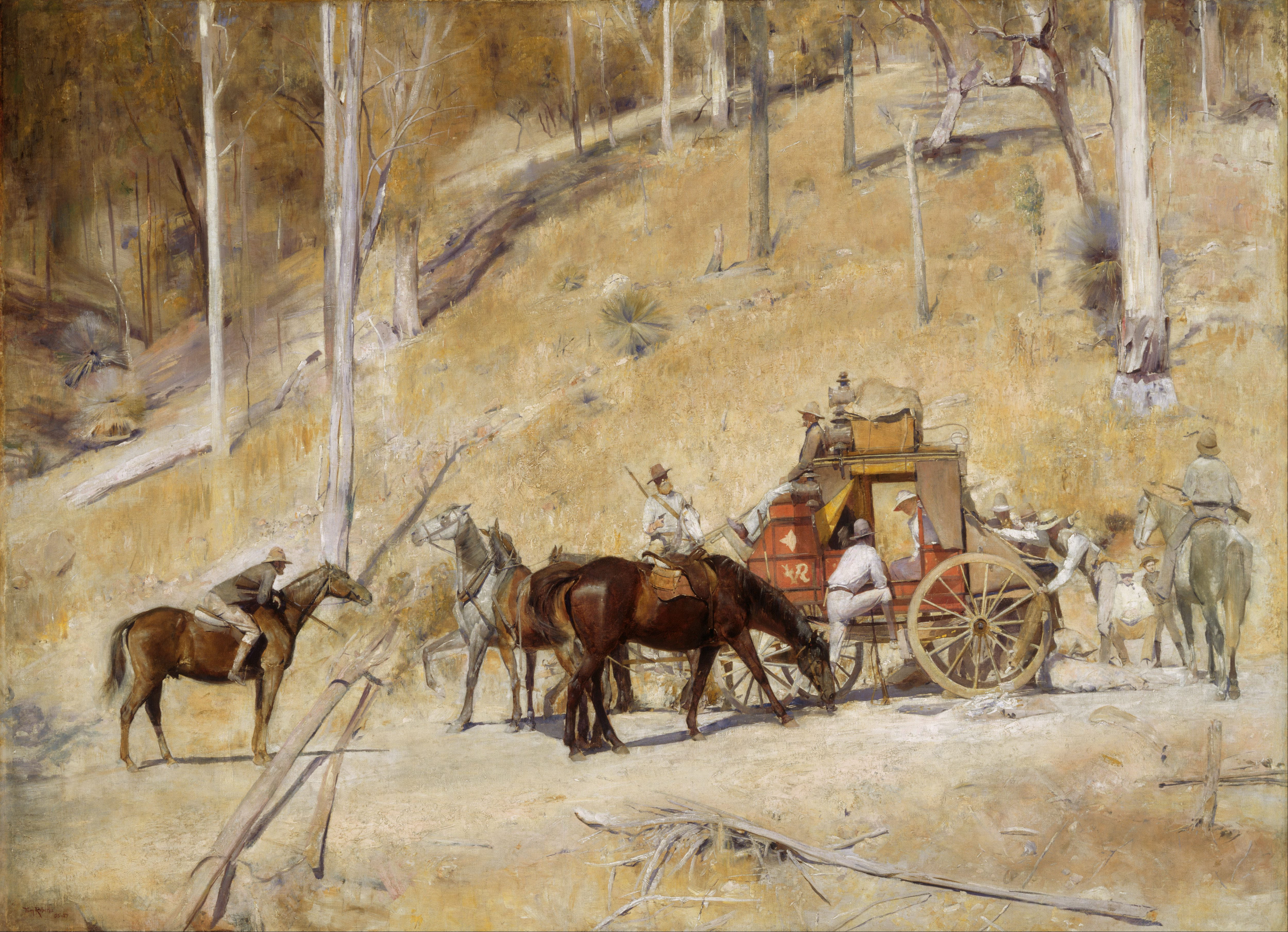
Tom Roberts, Bailed Up, 1895
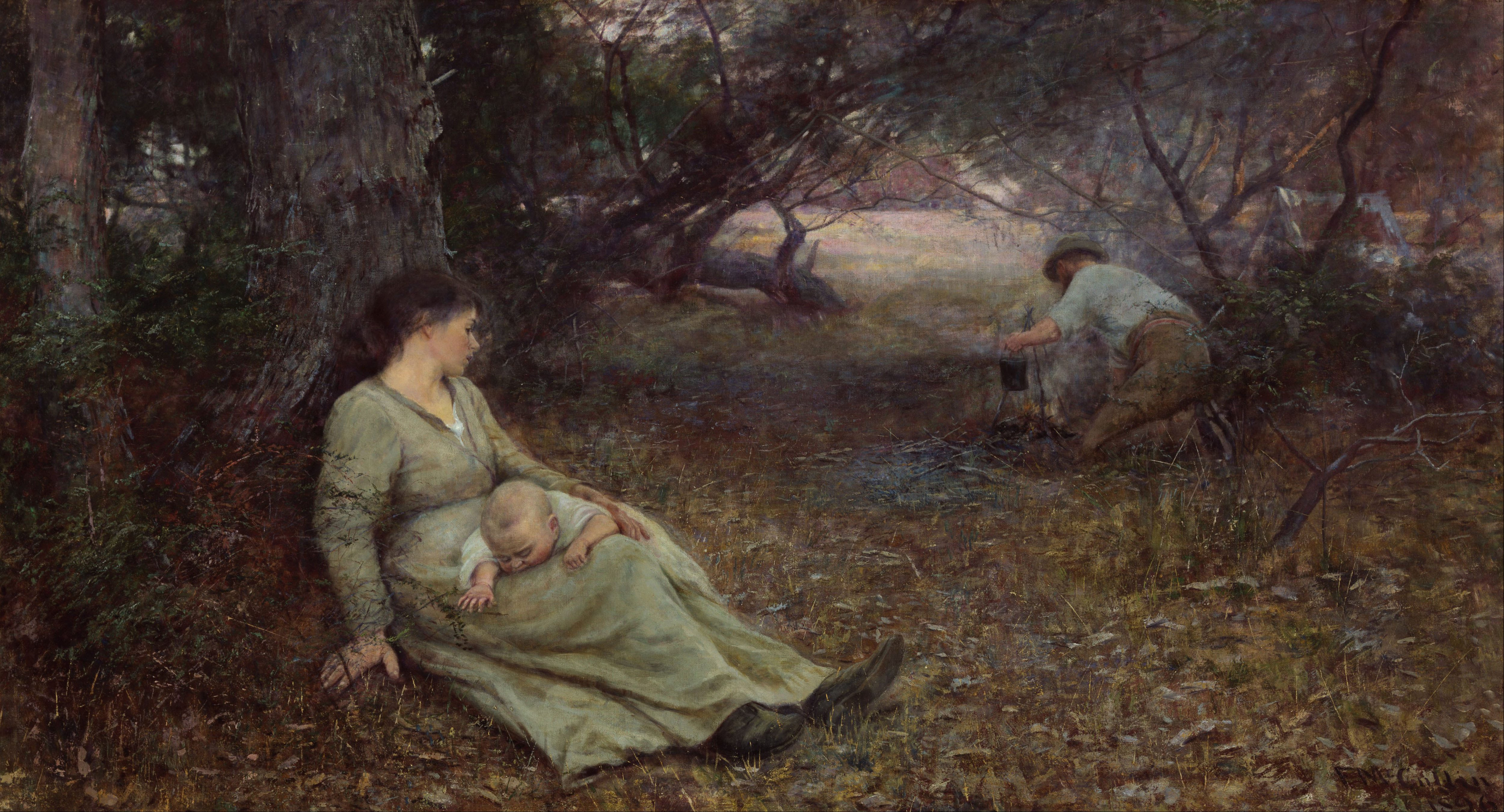
Frederick McCubbin, On the Wallaby Track, 1896
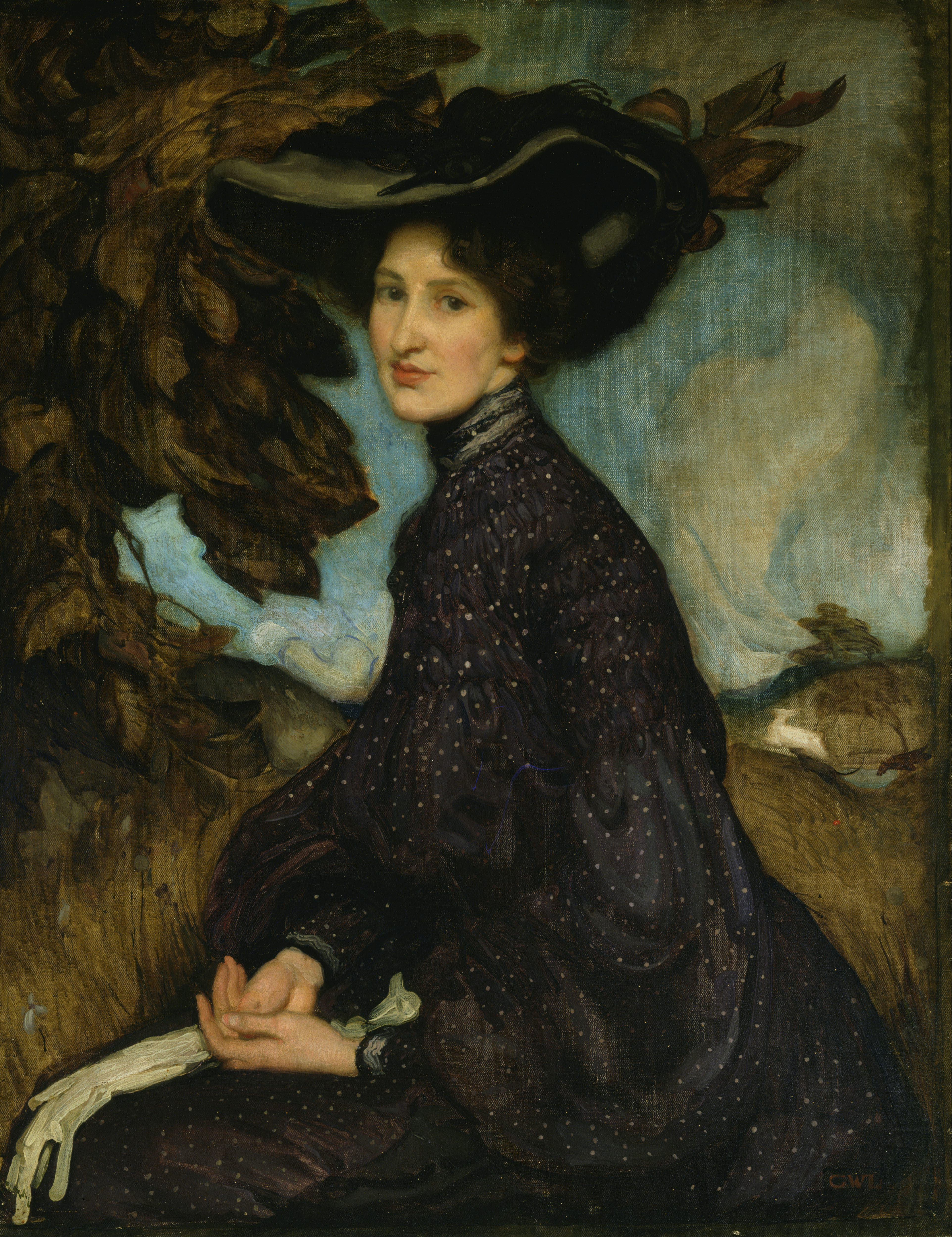
George Washington Lambert, Thea Proctor, 1903
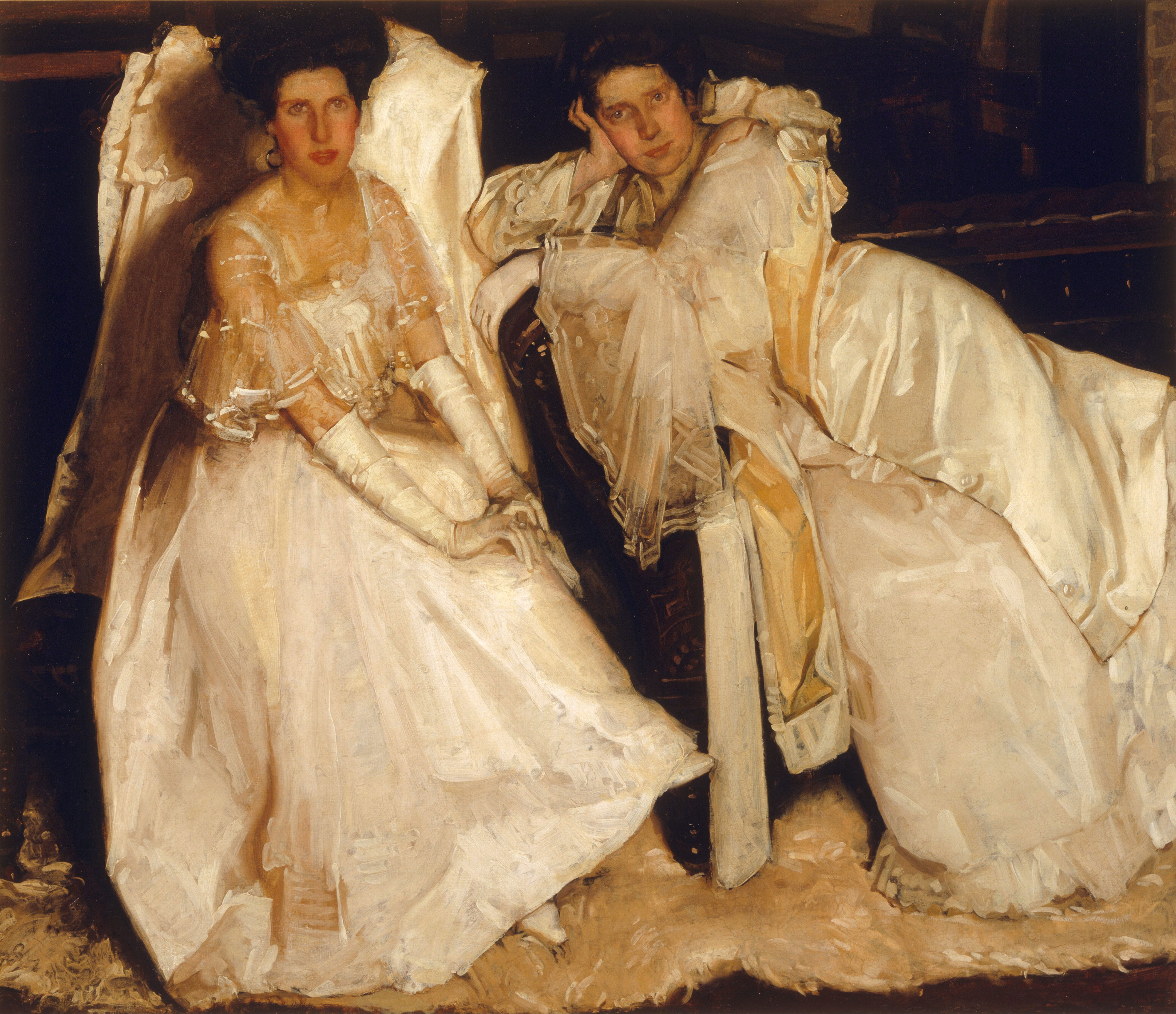
Hugh Ramsay, The Sisters, 1904
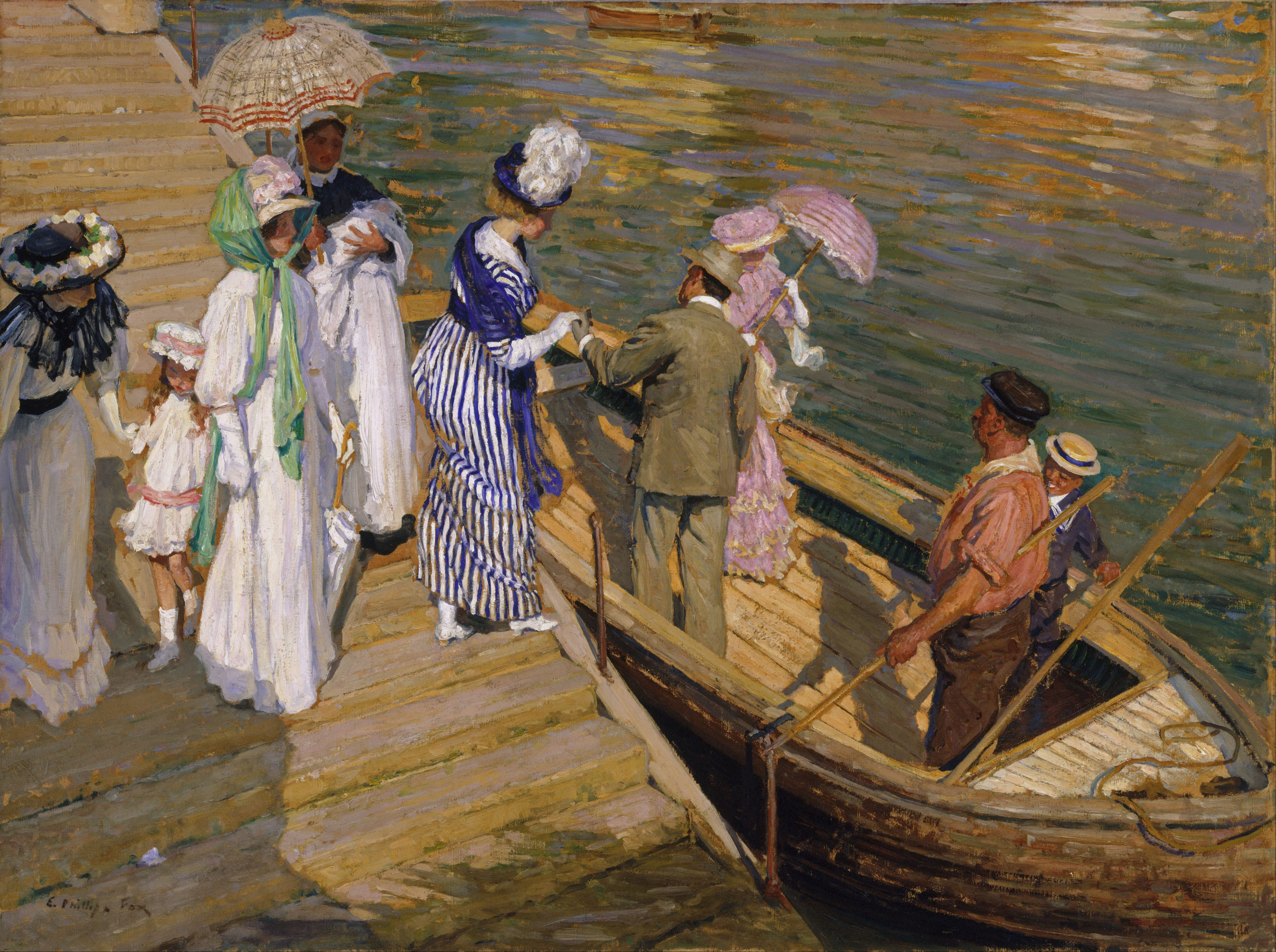
E Phillips Fox, The Ferry, 1910
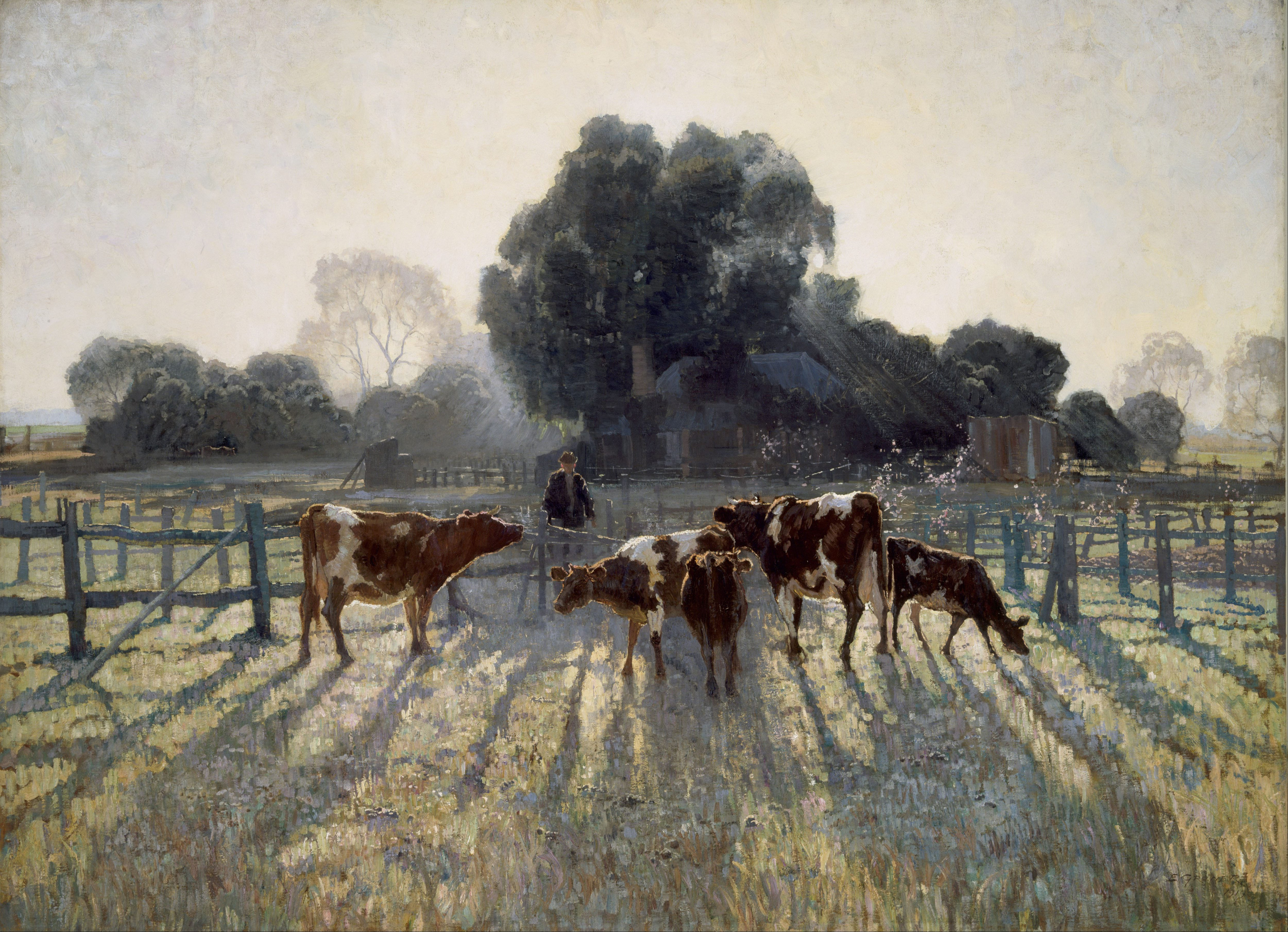
Elioth Gruner, Spring Frost, 1919

Arte contemporáneo
La colección contemporánea es internacional, y abarca el arte asiático, occidental y australiano en todos los medios. Con el obsequio de la Colección de la familia John Kaldor, la Galería tiene ahora posiblemente la representación de arte contemporáneo más completa de Australia desde la década de 1960 hasta la actualidad. A nivel internacional, la atención se centra en la influencia del arte conceptual, el art nouveau, el minimalismo y el arte povera. Además en la pintura abstracta, el expresionismo, la cultura de la pantalla y el arte pop.
Arte del Pacífico
La colección de arte de la región del Pacífico comenzó en 1962 a instancias de entonces subdirector, Tony Tuckson. Entre 1968 y 1977, la Galería adquirió más de 500 obras de la Colección Moriarty, una de las colecciones privadas más grandes e importantes de arte de la Región de las Tierras Altas de Nueva Guinea en el mundo.
Fotografía
La colección de fotografía cuenta con importantes participaciones de una amplia variedad de artistas, entre ellos, Fiona Hall, Micky Allan, Mark Johnson, Max Pam y Lewis Morley. Además de la fotografía contemporánea, el pictorialismo australiano, el modernismo y el documental fotográfico de posguerra están representados por The Sydney Camera Circle, Max Dupain y David Moore. La evolución de la fotografía australiana del siglo XIX se representa con énfasis en el trabajo de Charles Bayliss y Kerry & Co. Las fotografías internacionales incluyen el pictorialismo inglés y el grado europeo de vanguardia ( Bauhaus, constructivismo y el surrealismo). El documental fotográfico en la América del siglo XX se refleja a través del trabajo de Lewis Hine y Dorothea Lange, entre otros. Las prácticas asiáticas contemporáneas están representadas por artistas como Yasumasa Morimura. Los estilos varían desde la estética formal de la fotografía temprana hasta las instantáneas informales de Weegee y la moda de Helmut Newton y Bettina Rheims.
Arte occidental

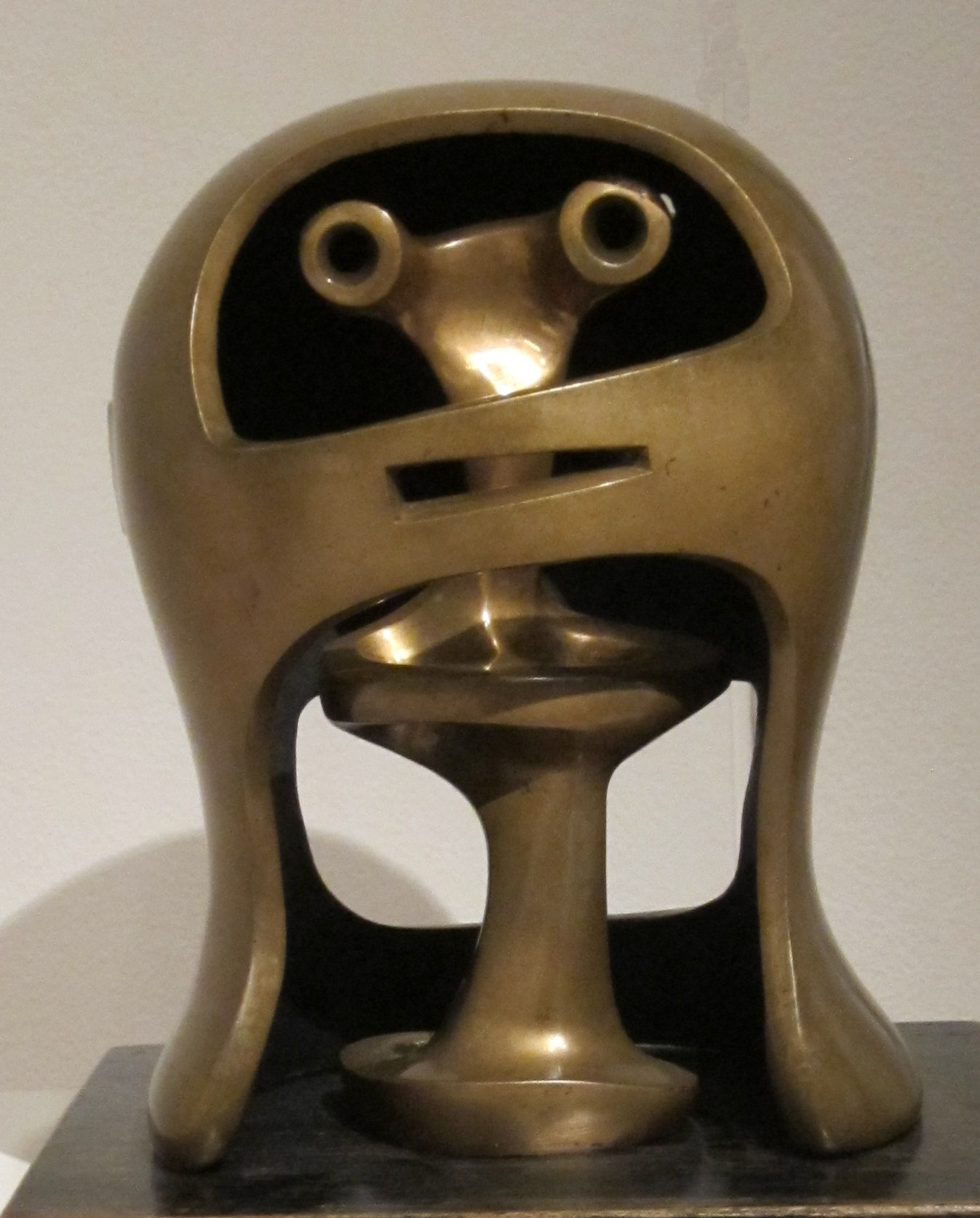
Henry Moore Helmet Head No. 2 (1955).

La galería tiene una extensa colección de arte victoriano británico, que incluye obras importantes de Frederic Leighton y Edward Poynter. Tiene participaciones más pequeñas de arte europeo de los siglos XV al XVIII, que incluyen obras,  de Peter Paul Rubens, Canaletto, Bronzino, Domenico Beccafumi, Giovanni Battista Moroni y Niccolò dell'Abbate . Estas obras cuelgan en las Grandes Cortes junto con obras del siglo XIX de Eugène Delacroix, John Constable, Ford Madox Brown, Vincent van Gogh, Auguste Rodin, Claude Monet, Paul Cézanne y Camille Pissarro.
El arte británico del siglo XX ocupa un lugar importante en la colección junto con importantes figuras europeas como Pierre Bonnard, Georges Braque, Pablo Picasso, Ernst Ludwig Kirchner, Alberto Giacometti, Giorgio Morandi y Henry Moore.
Selección de obras

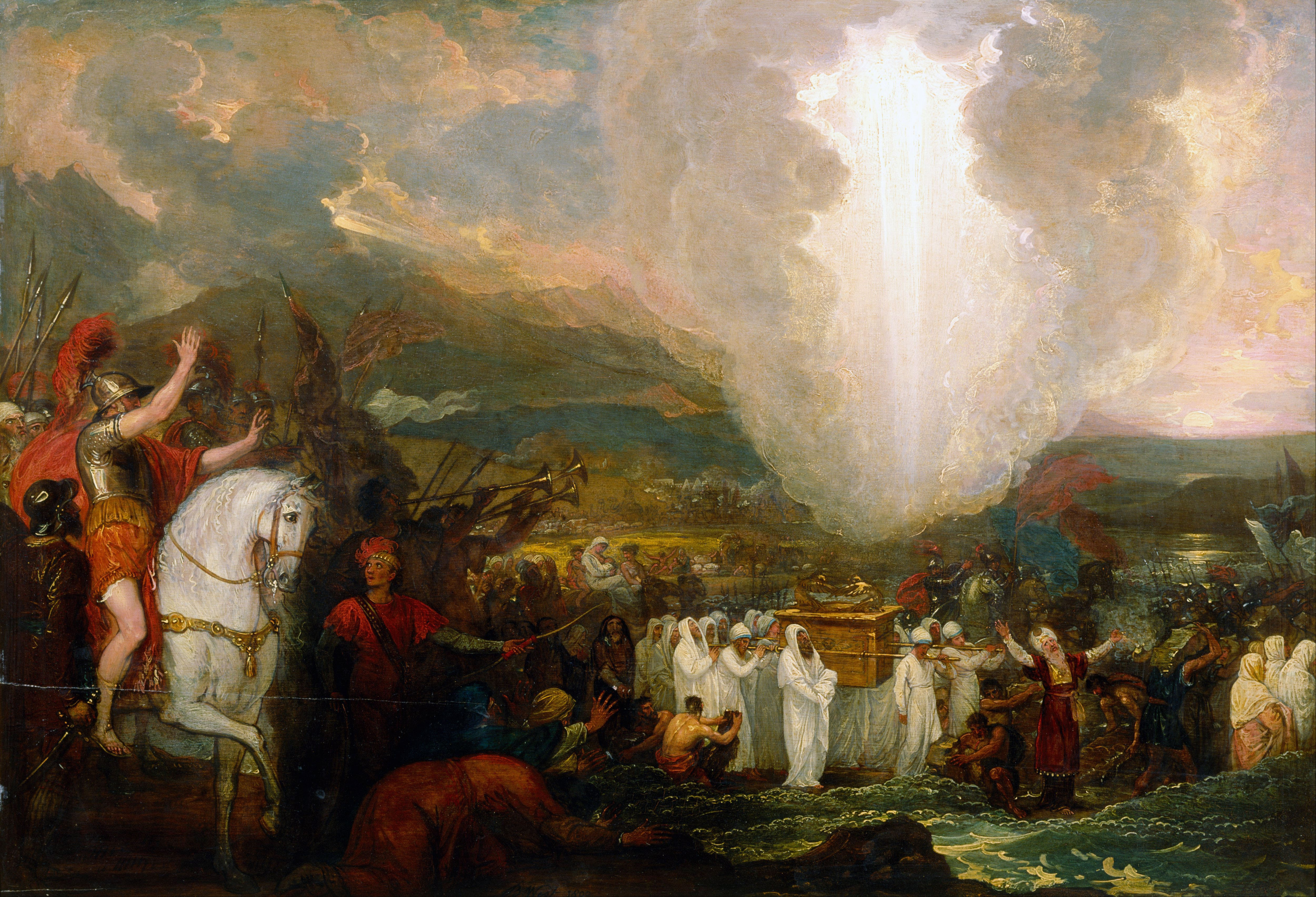
Benjamin West, Joshua passing the River Jordan with the Ark of the Covenant, 1800
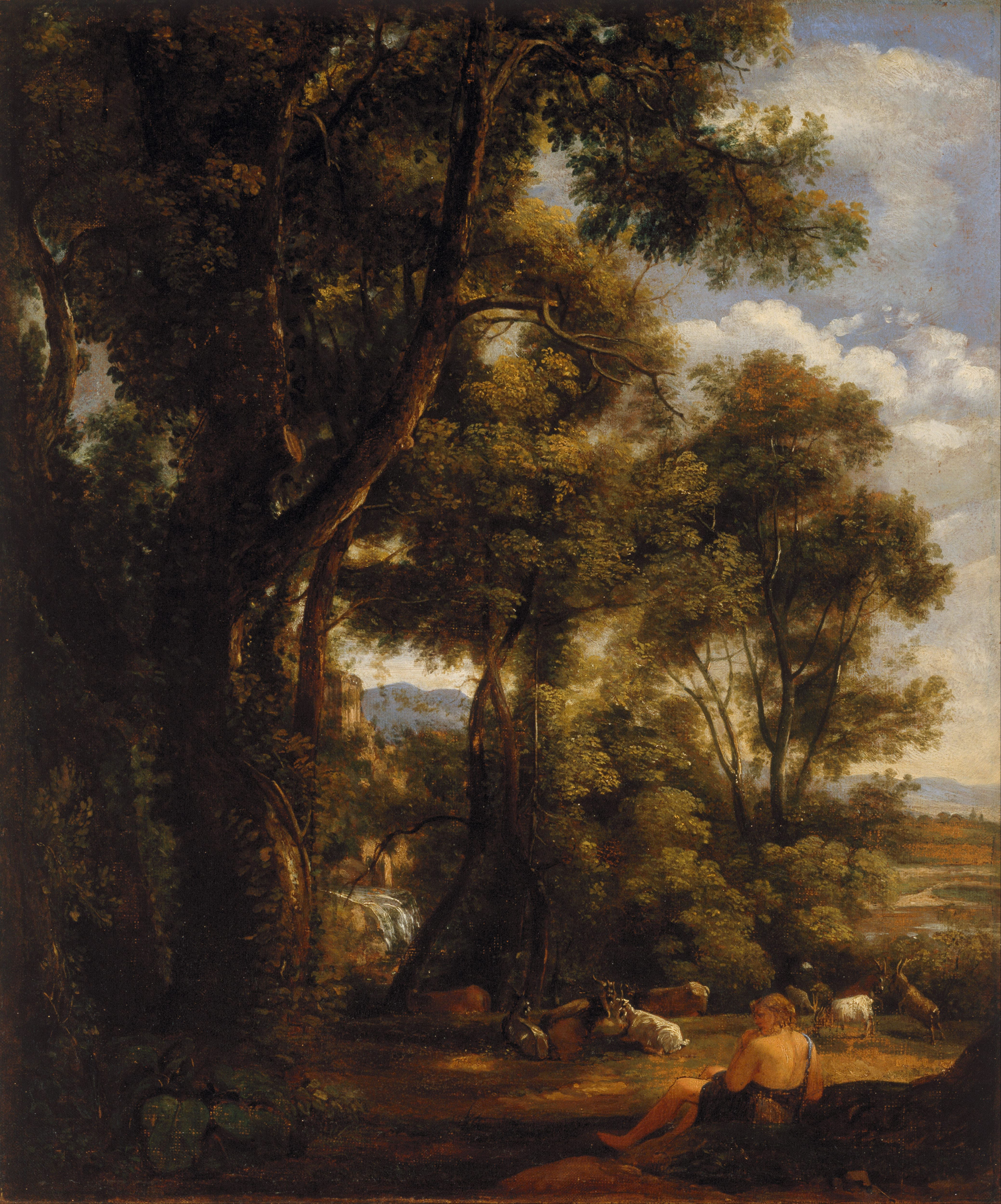
John Constable, Landscape with goatherd and goats, 1823
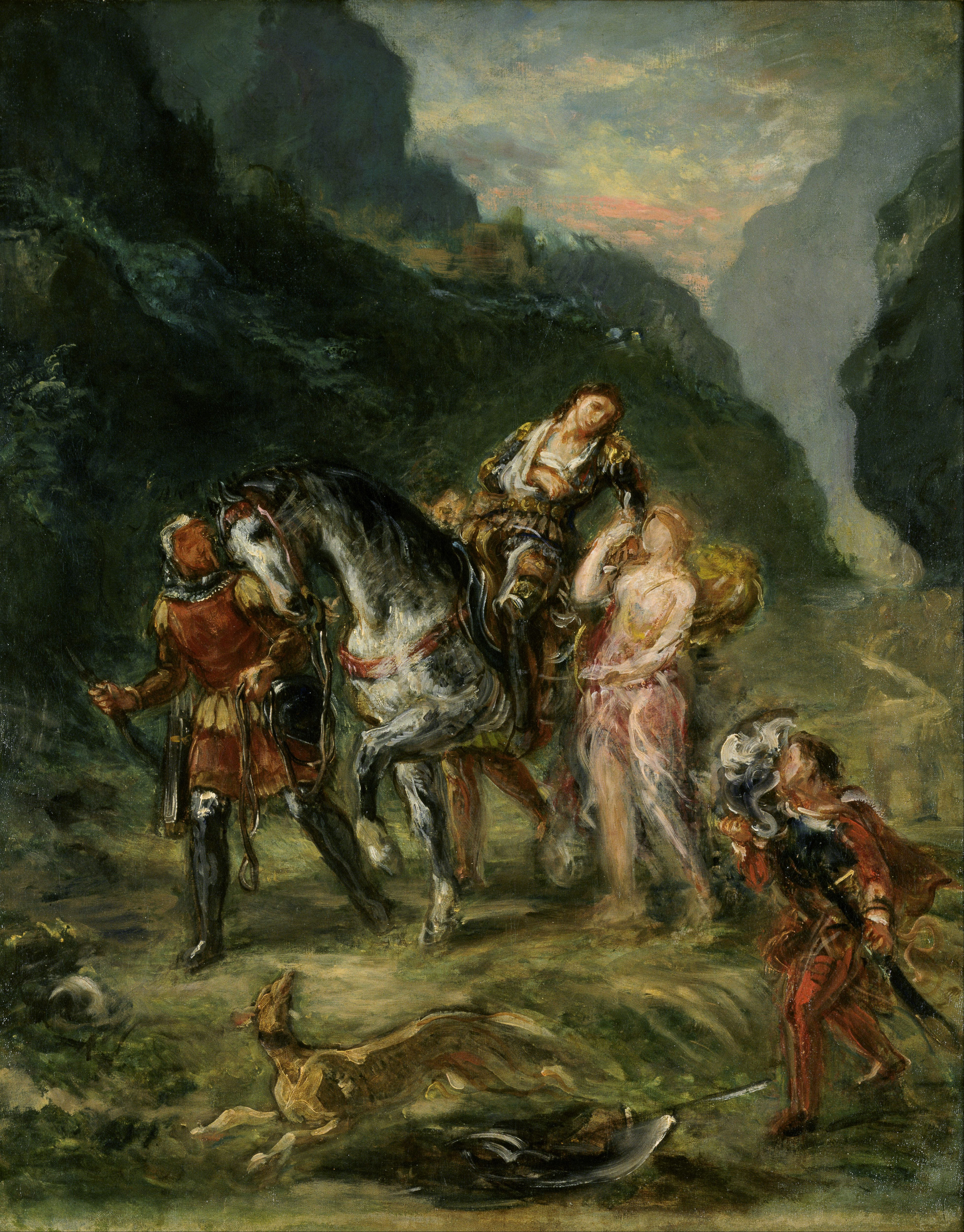
Eugène Delacroix, Angelica and Medoro, 1860
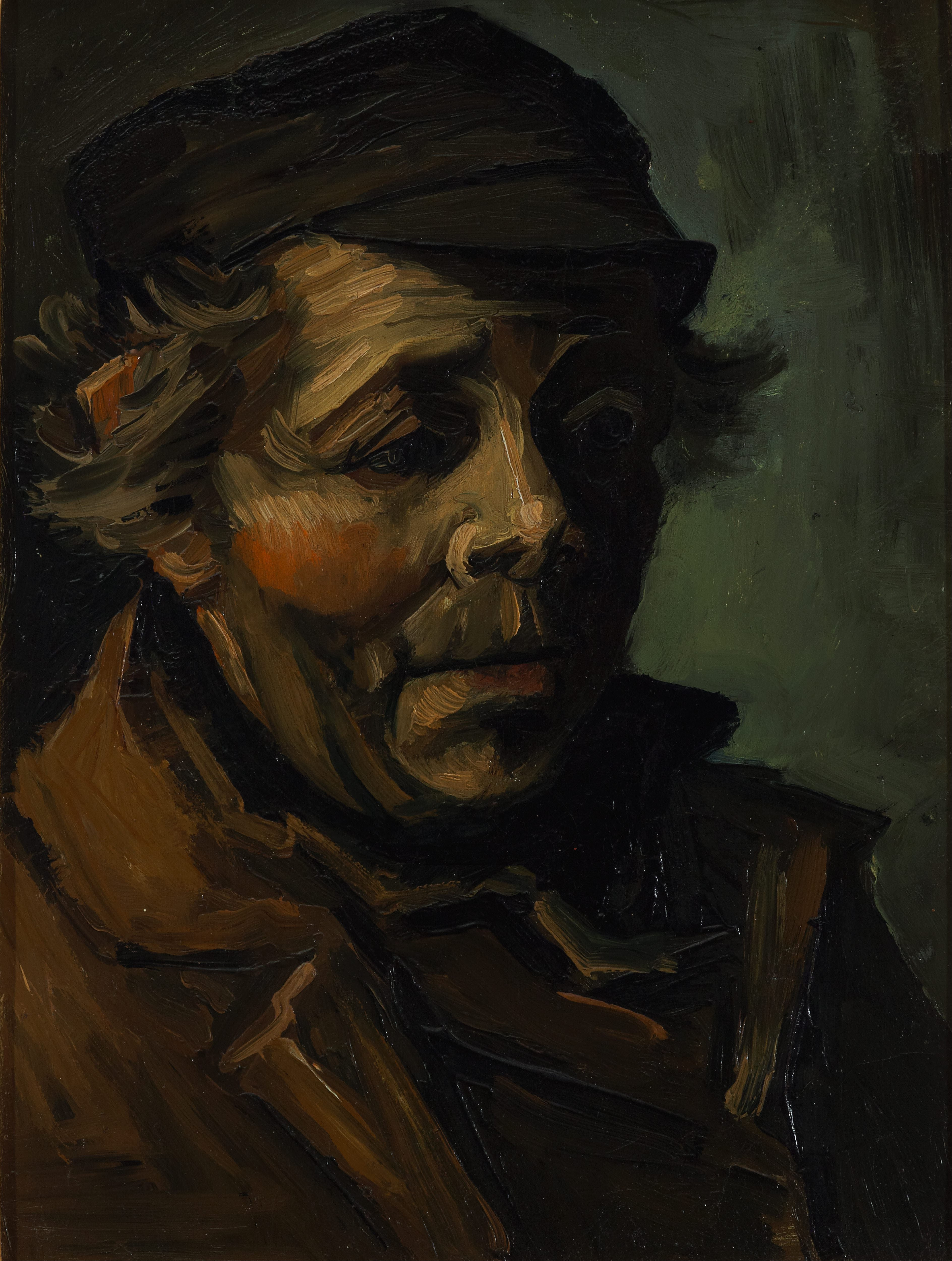
Vincent van Gogh, Head of a Peasant, 1884
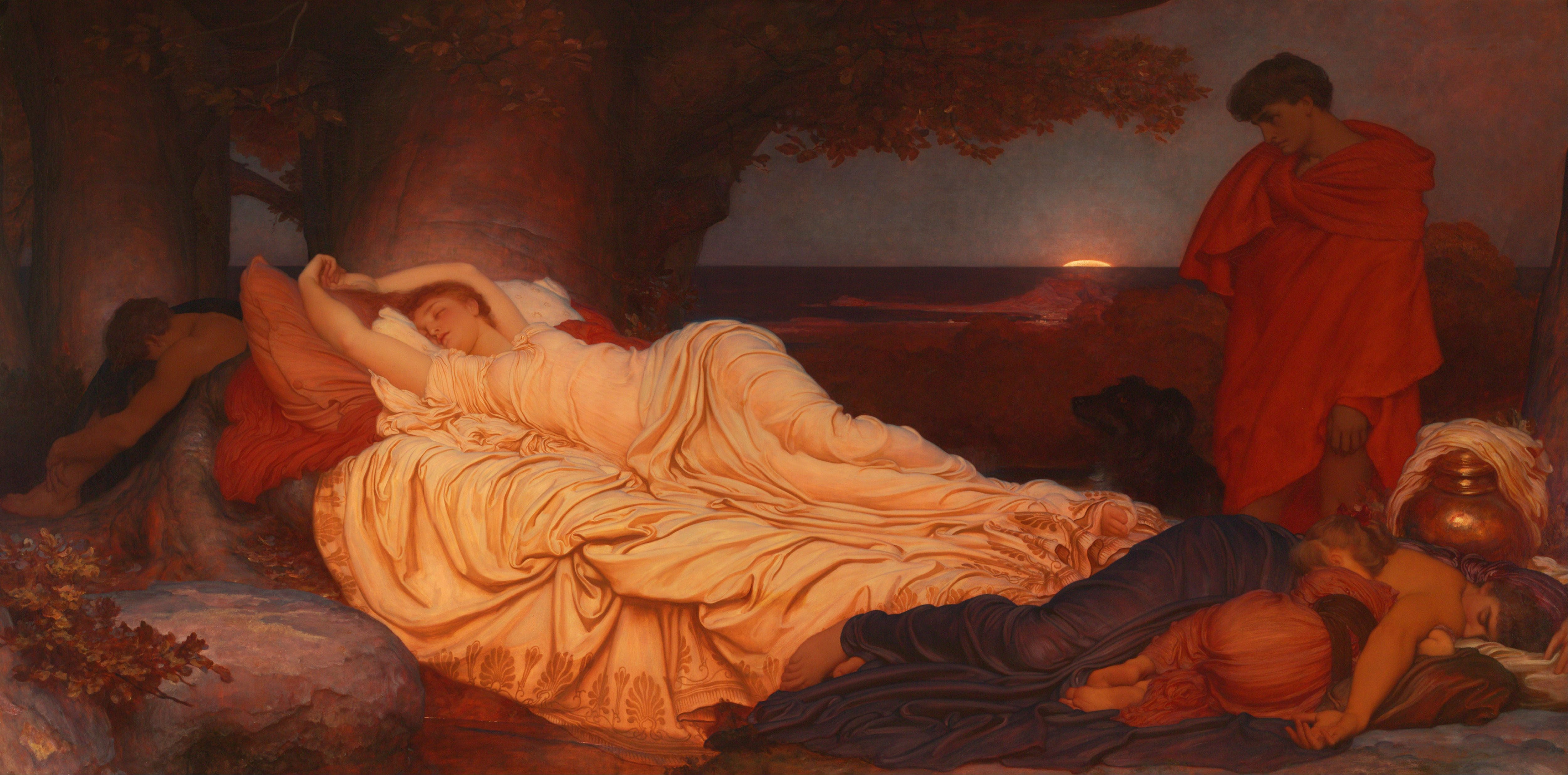
Frederic Leighton, Cymon and Iphigenia, 1884
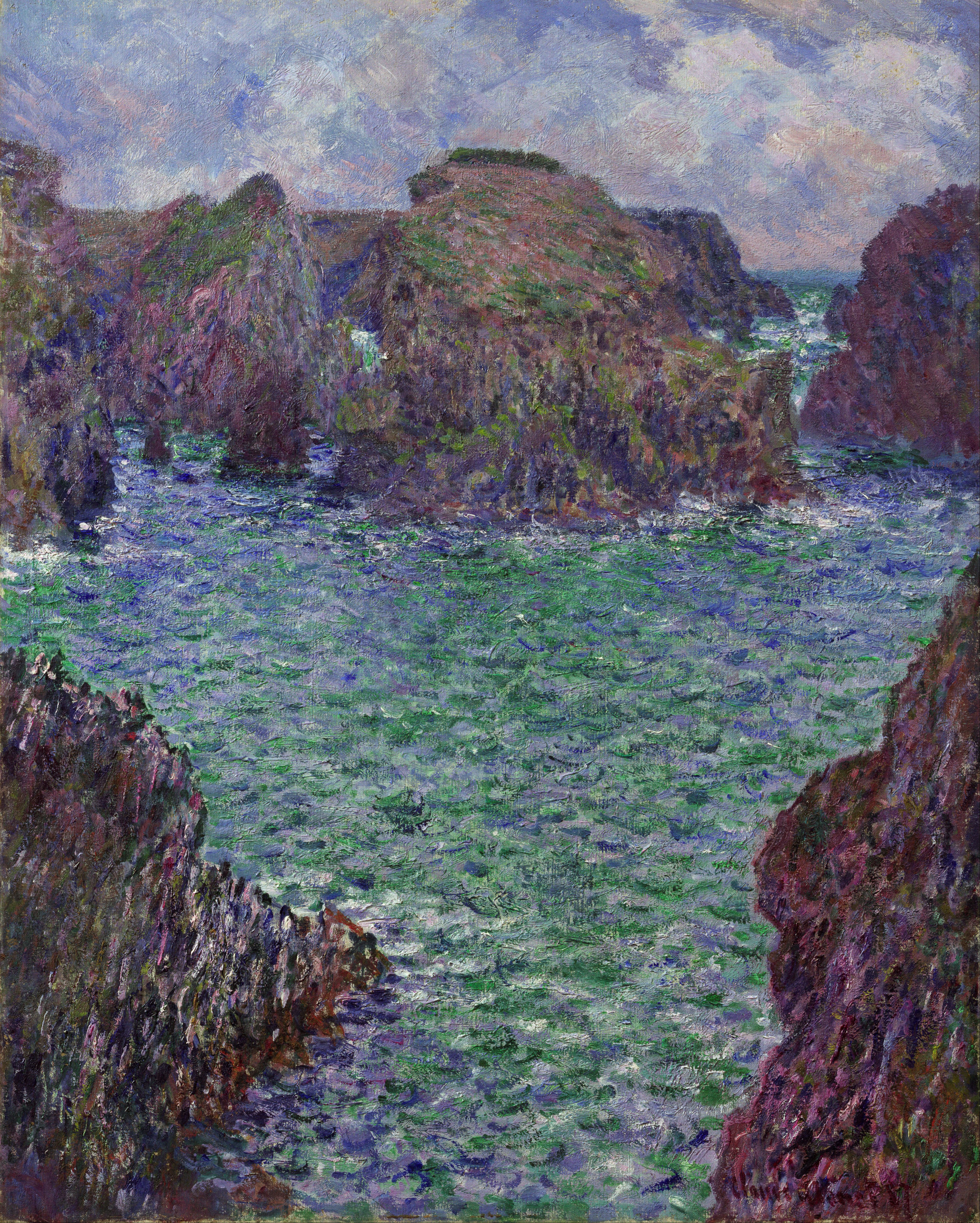
Claude Monet, Port-Goulphar, Belle-Île, 1887
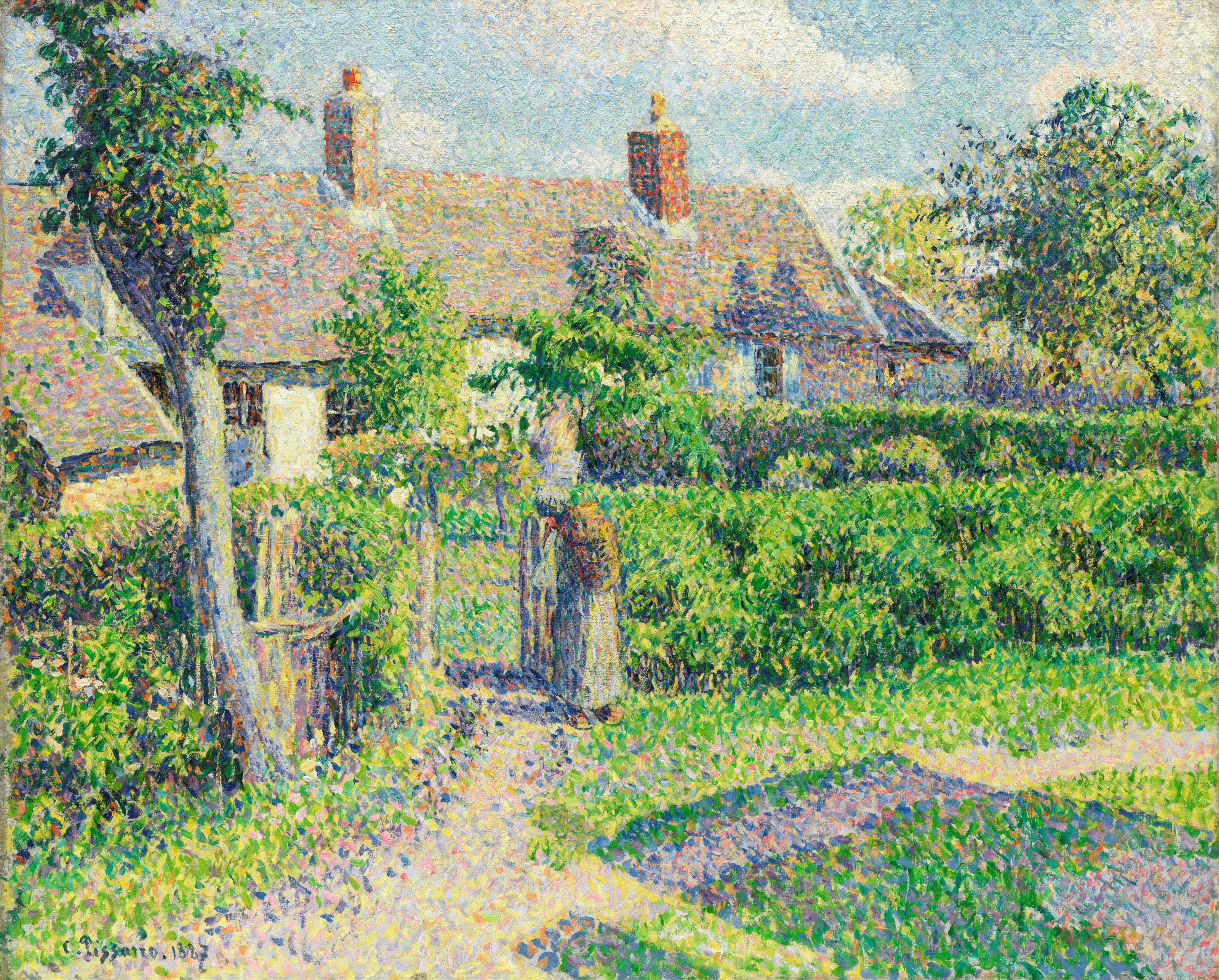
Camille Pissarro, Peasants' houses, Eragny, 1887
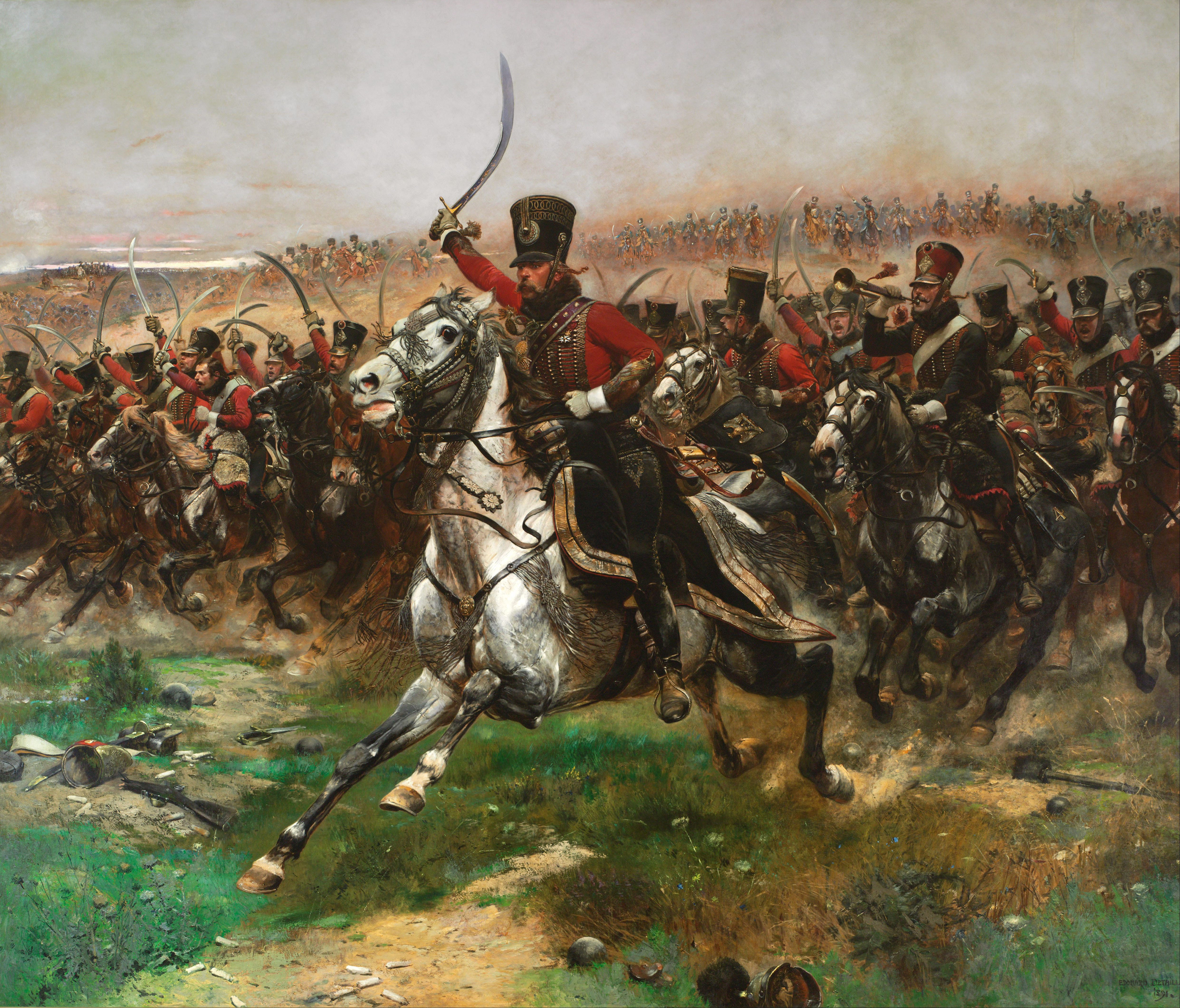
Edouard Detaille, Vive L'Empereur, 1891